# J2電視節目列表 (2010年代)
本列表是J2節目列表的子列表，列出2010年代的無綫電視J2節目（只限綜藝及資訊節目）。
註：節目名稱後的為該節目於其所屬地區的原名(如有)。

## 2011年
| 首播日期 | 集數 | 類別       | 節目名稱                                                | 主持/演出/旁白                                               | 官方網頁                      | 備註         |
| -------- | ---- | ---------- | ------------------------------------------------------- | ------------------------------------------------------------ | ----------------------------- | ------------ |
| __月__日 | 26   | 旅遊       | 冒險王（第七輯）                                        | 主持：林惟毅（國語原聲）；蘇強文（粵語配音）                 |                               |              |
| __月__日 |      | 旅遊       | 世界第一等（第一輯）                                    | 主持：倪子鈞（國語原聲）；張裕東（粵語配音）                 |                               |              |
| __月__日 |      | 旅遊       | 80後環遊世界（第六輯）（좌충우돌 두 남자의 만국유람기） | 主持：金根秀、金俊英（韓語原聲）；何承駿、梁偉德（粵語配音） |                               |              |
| __月__日 |      | 旅遊       | 世界正美麗                                              | 主持：巴鈺（國語原聲）；劉蕙雲（粵語配音）                   |                               |              |
| __月__日 |      | 遊戲       | 天才衝衝衝（第四輯）                                    | 主持：徐乃麟、曾國城                                         |                               | 不設粵語配音 |
| __月__日 | 28   | 住宅真人秀 | 擺家樂（第三輯）                                        | 主持：李國煌、王祿江                                         |                               | 不設粵語配音 |
| 10月15日 | 93   | 潮流資訊   | 姊妹淘（第二輯）                                        | 主持：莊思敏、楊秀惠                                         | TVB網頁（页面存档备份，存于） | 高清製作     |
| 11月19日 | 28   | 歌唱選秀   | 華人星光大道                                            | 主持：陶晶瑩                                                 |                               | 不設粵語配音 |
| 12月15日 |      | 設計資訊   | 大師第（Visites d'Interieurs）                          |                                                              |                               |              |
| 12月31日 | 10   | 旅遊       | 內蒙的紅月亮                                            | 主持：C AllStar、謝茜嘉                                      | TVB網頁（页面存档备份，存于） |              |

## 2012年
| 首播日期 | 集數 | 類別        | 節目名稱                                                | 主持/演出/旁白 | 官方網頁                      | 備註         |
| -------- | ---- | ----------- | ------------------------------------------------------- | --- | ----------------------------- | ------------ |
| 01月13日 | 33   | 旅遊/文化   | 在中國的故事（第一輯）                                  | 主持：高山峰（國語原聲）；張裕東（粵語配音） | TVB網頁（页面存档备份，存于） |              |
| 01月17日 | 30   | 旅遊        | 世界那麼大（第四輯）                                    | 主持：李佳豫、李相林（國語原聲）；曾佩儀、何璐怡（粵語配音） |                               |              |
| 01月29日 | 26   | 娛樂清談    | 芝人口面不知心                                          | 主持：卓韻芝 | TVB網頁（页面存档备份，存于） |              |
| 02月26日 | 13   | 住宅資訊    | 古怪屋                                                  | 主持：郭田葰、袁嘉敏 |                               |              |
| 03月8日  |      | 設計資訊    | 創意背後                                                | 旁白：陸惠玲、黃玉娟（粵語配音） |                               |              |
| 03月10日 | 8    | 旅遊        | 台灣闖蕩（第一輯）                                      | 主持：吳業坤、何雁詩、胡鴻鈞 | TVB網頁（页面存档备份，存于） |              |
| 04月4日  | 7    | 旅遊        | 速遊達人（世界!弾丸トラベラー）                         | 主持：中川翔子（日語原聲）；劉惠雲（粵語配音） |                               |              |
| 04月8日  | 26   | 遊戲        | VS嵐（第一輯）（VS嵐）                                  | 主持：大野智、櫻井翔、相葉雅紀、二宮和也、松本潤（日語原聲）；何承駿、張裕東、曹啟謙、周良鴻、黃啟昌（粵語配音） 旁白：伊藤利尋（日語原聲）；陳欣（粵語配音）           |                               |              |
| 04月16日 | 180  | 設計資訊    | 型格瘋（第一季）                                        | 旁白：許盈（粵語配音） |                               |              |
| 05月5日  | 8    | 旅遊        | 不一樣的新加坡                                          | 主持：彭秀慧 | TVB網頁（页面存档备份，存于） |              |
| 05月21日 | 26   | 旅遊        | 冒險王（第八輯）                                        | 主持：林惟毅、王宥勝（國語原聲）；蘇強文、李凱傑（粵語配音） | TVB網頁（页面存档备份，存于） |              |
| 05月28日 | 54   | 飲食        | 越夜越美味（第一輯）                                    | 主持：呂慧儀、黎國輝、梁嘉琪、鄧永健 | TVB網頁（页面存档备份，存于） |              |
| 05月29日 | 35   | 飲食        | 飲食男女（第二輯）                                      | | TVB網頁（页面存档备份，存于） | 高清製作     |
| 05月30日 | 10   | 飲食        | 勁食日本一                                              | 主持：何傲兒、張慧雯、關婉珊、林溥來 | TVB網頁（页面存档备份，存于） |              |
| 05月31日 | 96   | 飲食        | 覓食天下                                                | 主持：盧覓雪 | TVB網頁（页面存档备份，存于） |              |
| 06月3日  | 20   | 住宅資訊    | 我要「玩」屋（第一輯）                                  | 主持：陳宇琛、麥美恩 |                               |              |
| 06月3日  | 13   | 潮流資訊    | 流行別注（第一季）（Videofashion Daily Specials (I)）   | 旁白：許盈（粵語配音） |                               |              |
| 03月3日  | 14   | 真人秀      | 星耀冰舞台（김연아의 키스 & 크라이）                    | 旁白：申東燁、金妍兒（韓語原聲）；李家傑、王夢華（粵語配音） |                               |              |
| 06月13日 | 3    | 旅遊        | 星光單騎日記（Star Velo）                               | 主持：河智苑、金明敏、金民俊、宋仲基（韓語原聲）；鄭麗麗、關令翹、黃啟昌、李致林（粵語配音）                                                                            | TVB網頁（页面存档备份，存于） |              |
| 06月23日 | 4    | 歌唱選秀    | 決戰星世代                                              | |                               | 不設粵語配音 |
| 06月30日 | 8    | 旅遊        | 台灣闖蕩（第二輯）                                      | 主持：吳業坤、何雁詩、胡鴻鈞 | TVB網頁（页面存档备份，存于） |              |
| 07月4日  | 11   | 旅遊        | 80後環遊世界（第七輯）（좌충우돌 두 남자의 만국유람기） | 主持：金根秀、金泰英（韓語原聲）；何承駿、李凱傑（粵語配音） | TVB網頁（页面存档备份，存于） |              |
| 07月12日 | 26   | 旅遊        | 世界第一等（第二輯）                                    | 主持：楊子儀、唐振剛（國語原聲）；曹啟謙、梁偉德（粵語配音） | TVB網頁（页面存档备份，存于） |              |
| 07月21日 | 13   | 飲食        | 至尊美食王                                              | 主持：曾國城、胡盈禎、李沛旭（國語原聲）；陳永信、朱妙蘭、李錦綸（粵語配音）                                                                                            |                               |              |
| 07月27日 | 10   | 飲食/旅遊   | 食尚玩家（第七輯）                                      | 主持：莎莎、浩角翔起（國語原聲）；劉惠雲、陳卓智、梁偉德（粵語配音） 旁白：葉振聲（粵語配音）                                                                           | TVB網頁（页面存档备份，存于） |              |
| 07月29日 | 6    | 旅遊        | 情深蜜月行                                              | 主持：范振鋒、李思欣 | TVB網頁（页面存档备份，存于） |              |
| 07月31日 | 307  | 音樂/真人秀 | 音樂工房                                                | | TVB網頁（页面存档备份，存于） |              |
| 08月8日  | 29   | 飲食        | 街坊廚神                                                | 主持：阮小儀、金 剛 | TVB網頁（页面存档备份，存于） | 高清製作     |
| 08月25日 | 13   | 旅遊        | 浪遊愛爾蘭                                              | 主持：陳智燊 | TVB網頁（页面存档备份，存于） |              |
| 08月31日 | 17   | 飲食/旅遊   | 食尚玩家（第六輯）                                      | 主持：莎莎、戴家昀、浩角翔起（國語原聲）；劉惠雲、曹啟謙、陳卓智、梁偉德（粵語配音） 旁白：葉振聲（粵語配音）                                                           | TVB網頁（页面存档备份，存于） |              |
| 09月2日  | 13   | 潮流資訊    | 流行天裁（第一季）（Videofashion Daily Designers (I)）  | 旁白：許盈（粵語配音） | TVB網頁（页面存档备份，存于） |              |
| 09月4日  | 9    | 旅遊        | 世界那麼大（第五輯）                                    | 主持：李佳豫、廖苡喬、李相林（國語原聲）；曾佩儀、黃淑芬、何璐怡（粵語配音）                                                                                            | TVB網頁（页面存档备份，存于） |              |
| 09月19日 | 11   | 旅遊        | 80後環遊世界（第八輯）（좌충우돌 두 남자의 만국유람기） | 主持：金根秀、金泰英（韓語原聲）；劉奕希、李凱傑（粵語配音） | TVB網頁（页面存档备份，存于） |              |
| 09月22日 | 30   | 潮流資訊    | Kawaii TV（第六輯）（東京カワイイ★TV）                  | 主持：澤村一樹、BENI（日語原聲）；陳廷軒、陸惠玲（粵語配音） | TVB網頁（页面存档备份，存于） | 高清製作     |
| 10月7日  | 6    | 設計資訊    | 創意無疆界（第二季）                                    | 主持：陸惠玲（粵語配音） | TVB網頁（页面存档备份，存于） |              |
| 10月7日  | 48   | 潮流資訊    | Cool Guide                                              | 主持：范振鋒、陸浩明 | TVB網頁（页面存档备份，存于） |              |
| 10月27日 | 26   | 遊戲        | 天才衝衝衝（第五輯）                                    | 主持：徐乃麟、曾國城 |                               | 不設粵語配音 |
| 10月28日 | 8    | 寵物資訊    | 星星寵物家（동물이 산다）                               | 主持：李彩媛、文世潤、A'st1（韓語原聲）；黃淑芬、蘇強文（粵語配音） | TVB網頁（页面存档备份，存于） |              |
| 11月4日  | 21+1 | 資訊遊戲    | 矛盾對決（ほこ×たて）                                   | 主持：小崇、小敏、本田朋子（日語原聲）；蕭徽勇、葉振聲、陳琴雲（粵語配音） 旁白：福永一茂（日語原聲）；陳欣、許盈（粵語配音）                                           |                               | 高清製作     |
| 11月6日  | 26   | 旅遊        | 世界那麼大（第六輯）                                    | 主持：李佳豫、李維維、李相林、廖苡喬（國語原聲）；曾佩儀、劉惠雲、何璐怡、黃淑芬（粵語配音）                                                                            | TVB網頁（页面存档备份，存于） |              |
| 11月11日 | 18   | 遊戲        | VS嵐（第二輯）（VS嵐）                                  | 主持：大野智、櫻井翔、相葉雅紀、二宮和也、松本潤（日語原聲）；關令翹、張裕東、曹啟謙、周良鴻、黃啟昌（粵語配音） 旁白：伊藤利尋、中村光宏（日語原聲）；陳欣（粵語配音） |                               | 高清製作     |
| 11月16日 | 26   | 旅遊        | 自由發揮旅行團（第一輯）                                | 主持：李伯恩、昌璟翔（國語原聲）；麥皓豐、陳卓智→劉奕希（粵語配音） | TVB網頁（页面存档备份，存于） | 高清製作     |
| 11月18日 | 20   | 設計資訊    | 觸動設計                                                | 旁白：許盈（粵語配音） |                               | 高清製作     |
| 11月19日 | 26   | 旅遊        | 冒險王（第九輯）                                        | 主持：林惟毅、戴祖雄（國語原聲）；蘇強文、曹啟謙（粵語配音） | TVB網頁（页面存档备份，存于） | 高清製作     |
| 11月24日 | 13   | 旅遊        | 去吧！墨西哥！                                          | 主持：狄易達、蔚雨芯 | TVB網頁（页面存档备份，存于） |              |
| 12月2日  | 13   | 潮流資訊    | 流行天裁（Videofashion Daily Style）                    | 旁白：黃玉娟、許盈（粵語配音） | TVB網頁（页面存档备份，存于） | 高清製作     |
| 12月26日 | 20   | 設計資訊    | 華貴工匠（Artisans de Luxe）                            | 旁白：黃玉娟（粵語配音） |                               |              |
| 12月30日 | 26   | 真人秀      | RUNNING MAN（第一輯）（런닝맨）                         | 主持：劉在錫、池石鎮、金鐘國、Gary、Haha、宋智孝、李光洙（韓語原聲）；陳欣、陳廷軒、黃啟昌、張方正、陳卓智、陸惠玲、梁偉德（粵語配音）                                  | TVB網頁（页面存档备份，存于） | 高清製作     |

## 2013年
| 首播日期 | 集數 | 類別       | 節目名稱                                                                                          | 主持/演出/旁白 | 官方網頁                                                    | 備註                   |
| -------- | ---- | ---------- | ------------------------------------------------------------------------------------------------- | --- | ----------------------------------------------------------- | ---------------------- |
| 01月17日 | 26   | 旅遊       | 世界第一等（第三輯）                                                                              | 主持：楊子儀、倪子鈞、張善為、巴鈺、唐振剛（國語原聲）；曹啟謙、張裕東、關令翹、劉惠雲、梁偉德（粵語配音） | TVB網頁（页面存档备份，存于）                               |                        |
| 01月22日 | 100  | 生活資訊   | 潮生活（第九季）（Intérieurs）                                                                    | 旁白：陸惠玲（粵語配音） |                                                             | 高清製作               |
| 01月29日 | 15   | 飲食       | 麵對麵                                                                                            | 主持：鐘琴（華語原聲）；謝潔貞（粵語配音） 旁白：林德成（華語原聲）；李致林（粵語配音） | TVB網頁（页面存档备份，存于）                               |                        |
| 02月11日 | 2    | 旅遊       | 上野樹里春櫻行（上野樹里が行く！桜前線大追跡 ～ヒマラヤから日本列島5400キロの桜ロード～）         | 主持：上野樹里（日語原聲）；張頌欣（粵語配音） 旁白：張炳強（粵語配音） |                                                             | 高清製作               |
| 02月13日 | 1    | 旅遊       | 千秋樂在土耳其（地球大紀行スペシャル 世界海峡イスタンブール〜玉木宏 アジア紀行 最果ての海へ！〜） | 主持：玉木宏（日語原聲）；黃啟昌（粵語配音） 旁白：張炳強、黃玉娟（粵語配音） |                                                             | 高清製作               |
| 03月2日  | 12   | 旅遊       | 非常·杜拜                                                                                         | 主持：羅仲謙、梁雨恩 | TVB網頁（页面存档备份，存于）                               |                        |
| 03月6日  | 30   | 飲食       | 阿蘇出駕                                                                                          | 主持：蘇施黃 旁白：麥皓豐（粵語配音） | TVB網頁（页面存档备份，存于）                               | 高清製作               |
| 03月17日 | 13   | 潮流資訊   | 流行盛典（第一季）（Videofashion Collections (I)）                                                | 旁白：許盈（粵語配音） |                                                             | 高清製作               |
| 03月31日 | 14   | 遊戲       | VS嵐（第三輯）（VS嵐）                                                                            | 主持：大野智、櫻井翔、相葉雅紀、二宮和也、松本潤（日語原聲）；關令翹、張裕東、曹啟謙、周良鴻、黃啟昌（粵語配音） 旁白：中村光宏（日語原聲）；陳欣（粵語配音）                                                                                              |                                                             | 高清製作               |
| 04月7日  | 4    | 音樂       | iTunes 巨星匯 2012（iTunes Festival）                                                             | 主持：Nick Grimshaw、Annie Mac、Will Best | TVB網頁（页面存档备份，存于）                               | 高清製作／不設粵語配音 |
| 04月7日  | 14   | 設計資訊   | 後現代設計（第一季）（Euromaxx Design (I)）                                                       | | TVB網頁（页面存档备份，存于）                               |                        |
| 04月10日 | 13   | 旅遊       | 驚奇大冒險（第一輯）                                                                              | 主持：許嘉凌（國語原聲）；林元春（粵語配音） | TVB網頁（页面存档备份，存于）                               | 高清製作               |
| 04月15日 | 4    | 飲食       | J Food 好吃                                                                                       | 主持：李國煌（華語原聲）；葉振聲（粵語配音） | TVB網頁（页面存档备份，存于）                               | 高清製作               |
| 05月11日 | 26   | 設計資訊   | 型格瘋（第二季）                                                                                  | |                                                             |                        |
| 05月13日 | 10   | 飲食       | 上食堂（第一季）                                                                                  | 旁白：鄭炳泰（華語原聲）；張裕東（粵語配音） | TVB網頁（页面存档备份，存于）                               |                        |
| 05月14日 | 26   | 旅遊       | 世界那麼大（第七輯）                                                                              | 主持：廖苡喬（國語原聲）；黃淑芬、羅杏芝（粵語配音） | TVB網頁（页面存档备份，存于）                               | 高清製作               |
| 05月18日 | 5    | 旅遊       | 與星同行（第三輯）（I'm Real）                                                                    | 主持：李智雅、李泰成、吳智昊（韓語原聲）；詹健兒、李致林、黃啟昌（粵語配音） | TVB網頁（页面存档备份，存于）                               | 高清製作               |
| 05月21日 | 15   | 飲食       | 食勻全世界（第二季）（Fourchette & Sac à Dos）                                                    | 主持：Julie Andrieu（法語原聲）；陸惠玲（粵語配音） |                                                             |                        |
| 05月25日 | 8    | 旅遊       | 茜嘉團遊 印度的十日十夜                                                                           | 主持：謝茜嘉、洪卓立 | TVB網頁（页面存档备份，存于）                               |                        |
| 05月26日 | 1    | 潮流資訊   | 夏裝朝拜2013（Habillees Pour L'ete）                                                              | 主持：Mademoiselle Agnès（法語原聲）；許盈（粵語配音） 旁白：麥皓豐（粵語配音） |                                                             | 高清製作               |
| 05月27日 | 26   | 旅遊       | 冒險王（第十輯）                                                                                  | 主持：林惟毅、戴祖雄（國語原聲）；蘇強文、曹啟謙（粵語配音） | TVB網頁（页面存档备份，存于）                               | 高清製作               |
| 05月31日 | 20   | 飲食/旅遊  | 滋味行（第二輯）（테이스티 로드）                                                                 | 主持：朴秀真、金漢松、金鎬真（韓語原聲）；陳雪瑩、蔡忠衛、鄧肇基（粵語配音） 旁白：鄧潔麗（粵語配音） |                                                             | 高清製作               |
| 06月17日 | 152  | 住宅資訊   | 藝宅門（1x5 Des Espaces et des Idées）                                                            | 旁白：張裕東（粵語配音） |                                                             | 高清製作               |
| 06月22日 | 3    | 旅遊       | 與星同行（第二輯）（I'm Real）                                                                    | 主持：呂珍九（韓語原聲）；張裕東（粵語配音） | TVB網頁（页面存档备份，存于）                               | 高清製作               |
| 06月23日 | 13   | 潮流資訊   | 流行別注（第二季）（Videofashion Daily Specials (II)）                                            | 旁白：許盈（粵語配音） |                                                             | 高清製作               |
| 07月7日  | 26   | 真人秀     | RUNNING MAN（第二輯）（런닝맨）                                                                   | 主持：劉在錫、池石鎮、金鐘國、Gary、Haha、宋智孝、李光洙（韓語原聲）；陳欣、陳廷軒、黃啟昌、張方正、陳卓智、陸惠玲、梁偉德（粵語配音） | TVB網頁（页面存档备份，存于）                               | 高清製作               |
| 07月10日 | 5    | 飲食/旅遊  | 崔智友韓食遊（최지우의 딜리셔스 코리아）                                                          | 主持：崔智友（韓語原聲）；陸惠玲（粵語配音） | TVB網頁（页面存档备份，存于）                               | 高清製作               |
| 07月14日 | 7    | 設計資訊   | 後現代設計（第二季）（Euromaxx Design (II)）                                                      | |                                                             |                        |
| 07月14日 | 13   | 動物真人秀 | 志村動物園（第一輯）（天才!志村どうぶつ園）                                                       | 主持：志村健、山瀨麻美、相葉雅紀（日語原聲）；朱子聰、何璐怡、曹啟謙（粵語配音） 旁白：黃啟昌（粵語配音） |                                                             | 高清製作               |
| 07月18日 | 8    | 旅遊       | 不到長城非好漢                                                                                    | 主持：王冠逸（華語原聲）；曹啟謙（粵語配音） | TVB網頁（页面存档备份，存于）                               |                        |
| 07月20日 | 20   | 住宅資訊   | 我要「玩」屋（第二輯）                                                                            | 主持：張嘉兒、梁証嘉 |                                                             |                        |
| 07月20日 | 20   | 潮流資訊   | 台灣潮什麼                                                                                        | 主持：周筱 | TVB網頁（页面存档备份，存于）                               | 高清製作／不設粵語配音 |
| 07月20日 | 4    | 旅遊       | 深圳闖蕩                                                                                          | 主持：溫家偉、張秀文 | TVB網頁（页面存档备份，存于）                               | 高清製作               |
| 08月14日 | 5    | 旅遊       | 閃亮侶行（슈퍼 커플 다이어리）                                                                    | 主持：柳真、奇太映（韓語原聲）；陳雪瑩、張振熙（粵語配音） 旁白：鄧潔麗（粵語配音） | TVB網頁（页面存档备份，存于）                               | 高清製作               |
| 08月17日 | 8    | 旅遊       | 塔斯曼尼亞的日與夜                                                                                | 主持：陳智燊、朱千雪 | TVB網頁（页面存档备份，存于）                               | 高清製作               |
| 08月23日 | 26   | 旅遊/文化  | 在中國的故事（第二輯）                                                                            | 主持：王少偉、高山峰、戴家昀（國語原聲）；梁偉德、張裕東（粵語配音） | TVB網頁（页面存档备份，存于）                               |                        |
| 08月31日 | 12   | 真人秀     | Circus香港大爆走                                                                                  | 主持：CIRCUS | TVB網頁（页面存档备份，存于）                               | 高清製作／不設粵語配音 |
| 09月1日  | 8    | 設計資訊   | 畫牆瘋（第一季）（Streetosphere (I)）                                                             | |                                                             | 高清製作               |
| 09月1日  | 40   | 遊戲       | VS嵐（第四輯）（VS嵐）                                                                            | 主持：大野智、櫻井翔、相葉雅紀、二宮和也、松本潤（日語原聲）；關令翹、張裕東、曹啟謙、周良鴻、黃啟昌（粵語配音） 旁白：中村光宏、伊藤利尋（日語原聲）；陳欣（粵語配音）                                                                                    |                                                             | 高清製作               |
| 09月3日  | 12   | 飲食       | 食勻全世界（第三季）（Fourchette & Sac à Dos）                                                    | 主持：Julie Andrieu（法語原聲）；陸惠玲（粵語配音） |                                                             |                        |
| 09月12日 | 13   | 旅遊       | 台灣第一等（第一輯）                                                                              | 主持：倪子鈞（國語原聲）；麥皓豐（粵語配音） | TVB網頁（页面存档备份，存于）                               | 高清製作               |
| 09月16日 | 77   | 潮流資訊   | 姊妹淘（第二輯）                                                                                  | 主持：莊思敏、楊秀惠、張名雅 | TVB網頁（页面存档备份，存于）                               | 高清製作               |
| 09月18日 | 17   | 旅遊       | 80後環遊世界（第九輯）（좌충우돌 두 남자의 만국유람기）                                           | 主持：金根秀、金泰英（韓語原聲）；劉奕希、李凱傑（粵語配音） | TVB網頁（页面存档备份，存于）                               | 高清製作               |
| 09月21日 | 12   | 真人秀     | 叢林的法則（第一輯）（정글의 법칙）                                                               | 演出：金炳萬、Ricky Kim、柳談、黃光熙、盧宇振、金光奎、（韓語原聲）；李鎮然、李凱傑、劉奕希、曹啟謙、巫哲棋、葉振聲、朱妙蘭（粵語配音） 旁白：尹度玹（韓語原聲）；潘文柏（粵語配音）                                                                       | TVB網頁（页面存档备份，存于）                               | 高清製作               |
| 09月22日 | 1    | 潮流資訊   | 冬裝朝拜2013/14（Habillees Pour L'hiver）                                                         | 主持：Mademoiselle Agnès（法語原聲）；許盈（粵語配音） 旁白：麥皓豐（粵語配音） |                                                             | 高清製作               |
| 09月23日 | 26   | 飲食       | 越夜越美味（第二輯）                                                                              | 主持：鄧永健、陳庭欣 | TVB網頁（页面存档备份，存于）                               |                        |
| 10月2日  | 22   | 飲食       | 飲食男女（第三輯）                                                                                | | TVB網頁（页面存档备份，存于）                               | 高清製作               |
| 10月12日 | 10   | 旅遊       | 情迷越南                                                                                          | 主持：林泳淘、陳潔玲 | TVB網頁（页面存档备份，存于）                               | 高清製作               |
| 10月13日 | 13   | 動物真人秀 | 志村動物園（第二輯）（天才!志村どうぶつ園）                                                       | 主持：志村健、山瀨麻美、相葉雅紀（日語原聲）；朱子聰、何璐怡、曹啟謙（粵語配音） 旁白：黃啟昌（粵語配音） |                                                             | 高清製作               |
| 10月18日 | 30   | 飲食/旅遊  | 滋味行（第三輯）（테이스티 로드）                                                                 | 主持：朴秀真、金成恩（韓語原聲）；陳雪瑩、姜嘉蕾（粵語配音） 旁白：鄧潔麗（粵語配音） |                                                             | 高清製作               |
| 10月27日 | 7    | 設計資訊   | 藝術動起來                                                                                        | 旁白：余欣沛（粵語配音） |                                                             |                        |
| 11月10日 | 13   | 潮流資訊   | 流行天裁（第二季）（Videofashion Daily Designers (II)）                                           | 旁白：許盈（粵語配音） |                                                             | 高清製作               |
| 11月12日 | 28   | 旅遊       | 世界那麼大（第八輯）                                                                              | 主持：廖苡喬（國語原聲）；羅杏芝（粵語配音） | TVB網頁（页面存档备份，存于）                               | 高清製作               |
| 11月24日 | 13   | 旅遊       | 小鎮風情                                                                                          | 主持：楊志龍、陳靚瑄、馬藝瑄、郭蕙雯、李美玲、曾詩梅（華語原聲）；李致林、張頌欣、鄭麗麗、陸惠玲（粵語配音） | TVB網頁（页面存档备份，存于）                               | 高清製作               |
| 11月25日 | 18   | 旅遊       | 冒險王（第十一輯）                                                                                | 主持：林惟毅、戴祖雄（國語原聲）；蘇強文、曹啟謙（粵語配音） 演出： （比利時篇）吳鳳（國語原聲）；張裕東（粵語配音） | TVB網頁（页面存档备份，存于）                               | 高清製作               |
| 11月26日 | 14   | 飲食       | 食勻全世界（第四季）（Fourchette & Sac à Dos）                                                    | 主持：Julie Andrieu（法語原聲）；陸惠玲（粵語配音） |                                                             |                        |
| 11月30日 | 26   | 設計資訊   | 型格瘋（第三季）                                                                                  | |                                                             |                        |
| 12月12日 | 26   | 旅遊       | 世界第一等（第四輯）                                                                              | 主持：唐振剛、周詠訓、張善為、楊子儀、班傑（國語原聲）；梁偉德、黃啟昌、關令翹、曹啟謙、周良鴻（粵語配音） | TVB網頁（页面存档备份，存于）                               | 高清製作               |
| 12月14日 | 28   | 真人秀     | 叢林的法則（第二輯）（정글의 법칙）                                                               | 演出：金炳萬、Ricky Kim、黃光熙、盧宇振、秋成勳、朴詩恩、李太坤、柳談、朴正哲、全慧彬、鄭珍雲（韓語原聲）；李鎮然、李凱傑、曹啟謙、巫哲棋、梁偉德、梁少霞、陳廷軒、劉奕希、周倚天、林元春、陳成港（粵語配音） 旁白：尹度玹（韓語原聲）；潘文柏（粵語配音） | TVB網頁（页面存档备份，存于）                               | 高清製作               |
| 12月21日 | 13   | 旅遊       | 激Fun新西蘭                                                                                       | 主持：馮允謙、彭慧中、梁彥宗 | TVB網頁（页面存档备份，存于） TVB網頁（页面存档备份，存于） | 高清製作               |
| 12月29日 | 12   | 設計資訊   | 畫牆瘋（第二季）（Streetosphere (II)）                                                            | |                                                             | 高清製作               |

## 2014年
| 首播日期 | 集數  | 類別            | 節目名稱                                                             | 主持/演出/旁白 | 官方網頁                                                      | 備註                                                         |
| -------- | ----- | --------------- | -------------------------------------------------------------------- | --- | ------------------------------------------------------------- | ------------------------------------------------------------ |
| 01月1日  | 1     | 潮流資訊        | 2013時尚年結（The Year in Fashion 2013）                             | 旁白：許盈、張炳強（粵語配音） |                                                               | 高清製作                                                     |
| 01月12日 | 52    | 真人秀          | RUNNING MAN（第三輯）（런닝맨）                                      | 主持：劉在錫、池石鎮、金鐘國、Gary、Haha、宋智孝、李光洙（韓語原聲）；陳欣、陳廷軒、黃啟昌、張方正、陳卓智、陸惠玲、梁偉德（粵語配音） | TVB網頁（页面存档备份，存于）                                 | 高清製作                                                     |
| 01月15日 | 116   | 生活資訊        | 潮生活（第八季）（Intérieurs）                                       | 主持：Alexandra Golovanoff（法語原聲）；林丹鳳（粵語配音） 旁白：陸惠玲、黃玉娟（粵語配音） |                                                               | 高清製作                                                     |
| 01月15日 | 12    | 旅遊            | 80後環遊世界（第十輯）（좌충우돌 두 남자의 만국유람기）              | 主持：裴長煥、崔約瑟、金完培、金永俊（韓語原聲）；張方正、巫哲棋、陳灝瑋、黃積權（粵語配音） | TVB網頁（页面存档备份，存于）                                 | 高清製作                                                     |
| 01月18日 | 14    | 旅遊            | 廉遊達人                                                             | 主持：有待確認（西班牙語原聲）；張裕東、黃玉娟、劉惠雲等（粵語配音） 旁白：許盈、招世亮（粵語配音） |                                                               | 高清製作                                                     |
| 01月18日 | 8     | 潮流資訊        | 日本潮什麼                                                           | 主持：周筱 | TVB網頁（页面存档备份，存于）                                 | 高清製作／不設粵語配音                                       |
| 01月19日 | 14    | 動物真人秀      | 千奇百趣寵物營（第一輯）（〜どうぶつ冒険バラエティ〜ワンダ!）        | 主持：大地真央、細川茂樹、若林正恭、春日俊彰、三吉彩花、篠山輝信（日語原聲）；黃玉娟、葉振聲、伍博民、張方正、余欣沛、梁偉德（粵語配音） 旁白：陳永信、陸惠玲（粵語配音） |                                                               | 高清製作                                                     |
| 01月19日 | 14    | 真人秀          | 六嚿腹肌拯救隊（第六季）（Bondi Rescue (VI)）                        | 旁白：Andrew Günsberg（英語原聲）；張方正（粵語配音） | TVB網頁（页面存档备份，存于）                                 |                                                              |
| 02月3日  | 8     | 真人秀          | 清潭洞111（청담동 111）                                              | 主持：FTIsland、CNBLUE、Juniel、AOA（韓語原聲） 旁白：尹珍序（韓語原聲）；許盈（粵語配音） | TVB網頁（页面存档备份，存于）                                 | 高清製作                                                     |
| 02月23日 | 13    | 潮流資訊        | 流行別注（第三季）（Videofashion Daily Specials (III)）              | 旁白：許盈（粵語配音） |                                                               | 高清製作                                                     |
| 03月2日  | 1     | 潮流資訊        | 夏裝朝拜2014（Habillees Pour L'ete）                                 | 主持：Mademoiselle Agnès（法語原聲）；許盈（粵語配音） 旁白：麥皓豐（粵語配音） |                                                               | 高清製作                                                     |
| 03月3日  | 148   | 潮流資訊        | 姊妹淘（第二輯）                                                     | 主持：莊思敏、楊秀惠、葉翠翠、吳若希 | TVB網頁（页面存档备份，存于）                                 | 高清製作                                                     |
| 03月4日  | 12    | 飲食            | 食勻全世界（第五季）（Fourchette & Sac à Dos）                       | 主持：Julie Andrieu（法語原聲）；陸惠玲（粵語配音） |                                                               |                                                              |
| 03月5日  | 10    | 飲食            | 本土味                                                               | 主持：向芸（華語原聲）；旁白：沈小蘭（粵語配音） | TVB網頁（页面存档备份，存于）                                 | 高清製作                                                     |
| 03月7日  | 26    | 旅遊            | 自由發揮旅行團（第二輯）                                             | 主持：李伯恩、昌璟翔（國語原聲）；麥皓豐、劉奕希（粵語配音） | TVB網頁（页面存档备份，存于）                                 | 高清製作                                                     |
| 03月23日 | 8     | 設計資訊        | 創意功臣                                                             | 旁白：林寶寶（華語原聲）；曾佩儀（粵語配音） | TVB網頁（页面存档备份，存于）                                 | 高清製作                                                     |
| 03月29日 | 18    | 巴西世界盃/旅遊 | 漫遊南美                                                             | 主持：莫家淦、李天縱 | TVB網頁（页面存档备份，存于）                                 | 高清製作                                                     |
| 03月31日 | 302   | 飲食            | 搵食飯團                                                             | 主持：李佳芯、羅鈞滿、陳國峰、吳業坤、陳凱琳、鄧佩儀 | TVB網頁（页面存档备份，存于）                                 | 高清製作                                                     |
| 04月7日  | 13    | 旅遊            | 驚奇大冒險（第二輯）                                                 | 主持：孫國豪、王俐人、瑞瑪席丹（國語原聲）；李鎮然、柚子蜜、劉惠雲（粵語配音） | TVB網頁（页面存档备份，存于）                                 | 高清製作                                                     |
| 04月9日  | 10    | 旅遊            | 最佳拍擋澳洲行（Real Mate in 호주 옥세자 3인방）                     | 主持：李鍾碩、金英光、洪宗玄、安英美、姜柳美、李敏豪、鄭錫遠、崔宇植、尹啟相、權律（韓語原聲）；周良鴻、李凱傑、麥皓豐、李致林、黃淑芬、魏惠娥、曹啟謙、黃啟昌、張裕東、李致林、關令翹（粵語配音） | TVB網頁（页面存档备份，存于）                                 | 高清製作                                                     |
| 04月10日 | 26    | 飲食            | 覓食四方                                                             | 主持：盧覓雪 | TVB網頁（页面存档备份，存于）                                 |                                                              |
| 04月20日 | 12    | 動物真人秀      | 志村動物園（第三輯）（天才!志村どうぶつ園）                          | 主持：志村健、山瀨麻美、相葉雅紀（日語原聲）；朱子聰、何璐怡、曹啟謙（粵語配音） 旁白：黃啟昌（粵語配音） |                                                               | 高清製作                                                     |
| 05月4日  | 10    | 旅遊            | 孖T愛漫遊（Roam）                                                    | 主持：Tim Doyle、Tim Charody（英語原聲）；梁偉德、李鎮然（粵語配音） | TVB網頁（页面存档备份，存于）                                 | 高清製作                                                     |
| 05月7日  | 6     | 旅遊            | 敢玩巴西！（This Is Brazil）                                         | 主持：Fernanda de Paula（英語原聲）；曾佩儀（粵語配音） | TVB網頁（页面存档备份，存于）                                 | 高清製作                                                     |
| 05月12日 | 52    | 旅遊            | Go! Yama Girl                                                        | 主持：李佳芯、蔡思貝、陳嘉寶、王敏奕、曹思詩、葉麗嘉、方珈悠 | TVB網頁（页面存档备份，存于）                                 | 高清製作                                                     |
| 05月14日 | 4     | 飲食            | 食得韓國D                                                            | 主持：Todd English、Ricky Kim（英語原聲）；潘文柏、曹啟謙（粵語配音） |                                                               | 高清製作                                                     |
| 05月18日 | 13    | 潮流/文化資訊   | 韓藝色（第一輯）（Arts Avenue (I)）                                  | 旁白：Choi Sue Jin（英語原聲）；黃玉娟（粵語配音） |                                                               | 高清製作                                                     |
| 05月18日 | 8     | 住宅真人秀      | 眼釘·贏躉樓（第一輯）（The Apartment）                               | 主持：Kahi Lee（英語原聲）；柚子蜜（粵語配音） 評判：Alice Nguyen、Martin Haeger（英語原聲）；許盈、朱子聰（粵語配音） |                                                               | 高清製作                                                     |
| 05月27日 | 13    | 旅遊            | 台灣第一等（第二輯）                                                 | 主持：倪子鈞（國語原聲）；麥皓豐（粵語配音） | TVB網頁（页面存档备份，存于）                                 | 高清製作                                                     |
| 05月27日 | 2     | 飲食            | 食勻巴西（Fourchette & Sac à Dos）                                   | 主持：Julie Andrieu（法語原聲）；陸惠玲（粵語配音） |                                                               |                                                              |
| 06月6日  | 13    | 旅遊/真人秀     | 走遍天涯打工樂                                                       | 主持：王祿江、鐘琴（華語原聲）；黃啟昌、謝潔貞（粵語配音） | TVB網頁（页面存档备份，存于）                                 | 高清製作                                                     |
| 06月6日  | 13    | 旅遊            | 山系女行Yama Girl                                                    | 主持：李佳芯、蔡思貝、陳嘉寶、王敏奕、曹思詩、葉麗嘉、方珈悠 | TVB網頁（页面存档备份，存于）                                 | 高清製作                                                     |
| 06月6日  | 8     | 飲食            | 味道（第一輯）                                                       | 主持：丁 曦、趙子豪、烏 金、吳孟天、張冠冉（國語原聲）；何璐怡、關令翹、柚子蜜、麥皓豐、蘇強文（粵語配音） | TVB網頁（页面存档备份，存于）                                 | 高清製作                                                     |
| 06月10日 | 10    | 飲食            | 行走的餐桌（第一輯）                                                 | 主持：翠花（國語原聲）；黃玉娟（粵語配音） 旁白：陳永信（粵語配音） | TVB網頁（页面存档备份，存于）                                 | 高清製作，重播改由新聞及資訊部負責後期製作及重播不設國語原聲 |
| 06月11日 | 12    | 飲食            | 尋味地圖                                                             | 主持：王祿江（華語原聲）；黃啟昌（粵語配音） | TVB網頁（页面存档备份，存于）                                 | 高清製作                                                     |
| 06月15日 | 13    | 潮流資訊        | 流行盛典（第二季）（Videofashion Collections (II)）                  | 旁白：許盈（粵語配音） |                                                               | 高清製作                                                     |
| 06月18日 | 12    | 旅遊            | 80後環遊世界（第十一輯）（좌충우돌 두 남자의 만국유람기）            | 主持：金完培、金永俊（韓語原聲）；陳灝瑋、黃積權（粵語配音） | TVB網頁（页面存档备份，存于）                                 | 高清製作                                                     |
| 06月21日 | 41    | 設計資訊        | 型格瘋（第四季）                                                     | |                                                               |                                                              |
| 06月21日 | 16    | 體育            | 孖Kick足球（F2 Kicks Off）                                           | 主持：Jeremy Lynch、Billy Wingrove（英語原聲）；張方正、曹啟謙（粵語配音） | TVB網頁（页面存档备份，存于）                                 | 高清製作                                                     |
| 06月26日 | 26    | 旅遊            | 世界第一等（第五輯）                                                 | 主持：班傑、唐振剛、周詠訓、張善為、楊子儀（國語原聲）；周良鴻、梁偉德、黃啟昌、關令翹、曹啟謙（粵語配音） | TVB網頁（页面存档备份，存于）                                 | 高清製作                                                     |
| 07月1日  | 130   | 住宅資訊        | 尚潮居（La Maison France 5）                                         | 旁白：Stéphane Thebaut（法語原聲）；黃玉娟（粵語配音） | TVB網頁（页面存档备份，存于）                                 |                                                              |
| 07月7日  | 22    | 旅遊            | 冒險JAPAN（第一輯）（冒険JAPAN! 関ジャニ∞MAP）                       | 主持：澀谷昴、安田章大、村上信五、橫山裕、丸山隆平、大倉忠義、錦戶亮（日語原聲）；劉奕希、周倚天、張方正、曹啟謙、李凱傑、黃積權、李鎮然（粵語配音） 旁白：奥田民義（日語原聲）；張裕東（粵語配音） |                                                               | 高清製作                                                     |
| 07月13日 | 15    | 動物真人秀      | 得意寵物大檢閱（第一輯）（ペット大行進! ど〜ぶつくん）               | 主持：八嶋智人、中川翔子、若林正恭、春日俊彰（日語原聲）；李錦綸、劉惠雲、李凱傑、李鎮然（粵語配音） 旁白：坂本千夏、服部伴蔵門、千千松幸子（日語原聲）；陸惠玲、陳永信（粵語配音） |                                                               | 高清製作                                                     |
| 07月19日 | 20    | 真人秀          | 叢林的法則（第三輯）（정글의 법칙）                                  | 演出：金炳萬、盧宇振、秋成勳、朴正哲、Mir、朴帥眉、Ricky Kim、朴寶英、鄭錫遠、李必模（韓語原聲）；李鎮然、巫哲棋、梁偉德、周倚天、鄧志堅、黃淑芬、李凱傑、陳皓宜、黃啟昌、李錦綸（粵語配音） 旁白：尹度玹（韓語原聲）；潘文柏（粵語配音） | TVB網頁（页面存档备份，存于）                                 | 高清製作                                                     |
| 07月24日 | 20    | 旅遊            | 世界正美麗（第十輯）                                                 | 主持：巴鈺（國語原聲）；劉惠雲（粵語配音） | TVB網頁（页面存档备份，存于）                                 | 高清製作                                                     |
| 08月2日  | 134   | 旅遊            | 3日2夜（第一輯）                                                     | 主持：朱璇、周奕瑋、陳婉衡、朱智賢、麥美恩、黃煦齡、黃曉明、潘盈慧、莫家淦、吳雲甫、簡淑兒、梁彥宗、張秀文、林伊麗、范文雅、歐陽巧瑩、林泳淘、鍾舒漫、蔣家旻、王鎮泉、陳庭欣、陳偉琪、楊潮凱、Super Girls、李旻芳、潘梓鋒、張曦雯、鄺潔楹、黃文意、周佩婷、伍富橋、鄭衍峰、陳睿雯、梁凱晴、卓楓而 | TVB網頁1（页面存档备份，存于） TVB網頁2（页面存档备份，存于） | 高清製作                                                     |
| 08月15日 | 49    | 飲食/旅遊       | 滋味行（第五輯）（테이스티 로드）                                    | 主持：朴秀真、金成恩（韓語原聲）；陳雪瑩、姜嘉蕾（粵語配音） 旁白：鄧潔麗（粵語配音） |                                                               | 高清製作                                                     |
| 08月16日 | 22    | 真人秀          | 真的漢子（진짜 사나이）                                              | 主持：金秀路、徐京錫、Sam Hammington、柳秀榮、孫振英、Mir、張赫、炯植（韓語原聲）；葉振聲、陳欣、劉奕希、黃啟昌、周倚天、胡家豪、潘文柏、李安邦（粵語配音） | TVB網頁（页面存档备份，存于）                                 | 高清製作                                                     |
| 08月17日 | 13    | 潮流/文化資訊   | 韓藝色（第二輯）（Arts Avenue (II)）                                 | 旁白：Choi Sue Jin（英語原聲）；黃玉娟（粵語配音） |                                                               | 高清製作                                                     |
| 08月19日 | 13    | 飲食            | 意味情濃（When Patrick Met Kylie）                                   | 主持：Kylie Flavell、Patrick Drake（英語原聲）；黃昕瑜、張方正（粵語配音） |                                                               | 高清製作                                                     |
| 08月24日 | 5     | 遊戲            | VS嵐（第五輯）（VS嵐）                                               | 主持：大野智、櫻井翔、相葉雅紀、二宮和也、松本潤（日語原聲）；關令翹、張裕東、曹啟謙、周良鴻、黃啟昌（粵語配音） 旁白：伊藤利尋（日語原聲）；陳欣（粵語配音） |                                                               | 高清製作                                                     |
| 08月24日 | 13    | 旅遊            | 大隻B自由行（Bondi Vet）                                             | 主持：Chris Brown（英語原聲）；李鎮然（粵語配音） | TVB網頁（页面存档备份，存于）                                 | 高清製作                                                     |
| 08月26日 | 13    | 旅遊            | 發現地中海                                                           | 主持：許嘉凌、林若亞、錢柏渝、林利霏（國語原聲）；林元春、柚子蜜、劉惠雲、張頌欣（粵語配音） | TVB網頁（页面存档备份，存于）                                 | 高清製作                                                     |
| 09月10日 | 26    | 飲食            | XFUN吃貨俱樂部                                                       | 主持：劉雨鑫、孫 夏（國語原聲）；巫哲棋、陳皓宜（粵語配音） 旁白：潘文柏（粵語配音） | TVB網頁（页面存档备份，存于）                                 | 高清製作                                                     |
| 09月19日 | 7     | 旅遊            | 南遊物語（Jason Down Under）                                         | 主持：Jason Godfrey（英語原聲）；鍾見麟（粵語配音） |                                                               | 高清製作                                                     |
| 09月19日 | 10    | 文化資訊        | 巨工廠                                                               | 主持：李騰（華語原聲）；李凱傑（粵語配音） 旁白：鄭炳泰（華語原聲）；李致林（粵語配音） | TVB網頁（页面存档备份，存于）                                 | 高清製作                                                     |
| 09月22日 | 18    | 旅遊            | 冒險JAPAN（第二輯）（冒険JAPAN! 関ジャニ∞MAP）                       | 主持：澀谷昴、安田章大、村上信五、橫山裕、丸山隆平、大倉忠義、錦戶亮（日語原聲）；劉奕希、周倚天、張方正、曹啟謙、李凱傑、黃積權、李鎮然（粵語配音） 旁白：奥田民義（日語原聲）；張裕東（粵語配音） |                                                               | 高清製作                                                     |
| 09月28日 | 1     | 潮流資訊        | 冬裝朝拜2014/15（Habillees Pour L'hiver）                            | 主持：Mademoiselle Agnès（法語原聲）；許盈（粵語配音） 旁白：麥皓豐（粵語配音） | TVB網頁（页面存档备份，存于）                                 | 高清製作                                                     |
| 09月28日 | 2 (3) | 遊戲            | 仔仔一堂動起來（第一輯）（究極の男は誰だ!?最強スポーツ男子頂上決戦） | 主持：觀月亞里莎（日語原聲）；陸惠玲（粵語配音） 旁白：麥皓豐（粵語配音） |                                                               | 高清製作                                                     |
| 10月5日  | 13    | 潮流資訊        | 流行別注（第四季）（Videofashion Daily Specials (IV)）               | 旁白：許盈（粵語配音） |                                                               | 高清製作                                                     |
| 10月23日 | 26    | 飲食            | 鬼馬教煮（第一輯）                                                   | 主持：馮嘉橋、陸浩明 | TVB網頁（页面存档备份，存于）                                 |                                                              |
| 11月2日  | 16    | 真人秀          | 爸爸去哪兒 II                                                        | 主持：李銳（國語原聲）；未知（粵語配音） 演出：吳鎮宇、黃磊、陸毅、曹格、楊威（國語原聲）；黃榮璋、馮瀚輝、杜景煜、鄧燦陽、黃承暉（粵語配音） | TVB網頁（页面存档备份，存于）                                 | 高清製作                                                     |
| 11月14日 | 8     | 旅遊            | 孖兄弟．去旅行（Two Brothers Two Cities）                            | 主持：Paul Foster、Henry Golding（英語原聲）；梁偉德、李致林（粵語配音） | TVB網頁（页面存档备份，存于）                                 | 高清製作                                                     |
| 11月16日 | 13    | 旅遊/文化資訊   | 赤足舞蹈行（第一季）（Bare Feet (I)）                                | 主持：Mickela Mallozzi（英語原聲）；吳羡婷（粵語配音） |                                                               | 高清製作                                                     |
| 11月17日 | 8     | 真人秀          | 打開創意天空                                                         | 主持：楊詩敏、邵子風、LEUNGChristy、Papercut、葉麗嘉、徐梓耀、林一峰、簡樸川、江嘉敏 嘉賓主持：CAMPBELLRyan | TVB網頁（页面存档备份，存于）                                 | 高清製作                                                     |
| 11月18日 | 26    | 飲食            | 邊走邊吃（第一輯）（Les Carnets de Julie (I)）                       | 主持：Julie Andrieu（法語原聲）；陸惠玲（粵語配音） |                                                               | 高清製作                                                     |
| 11月24日 | 12    | 旅遊            | 冒險JAPAN（第三輯）（冒険JAPAN! 関ジャニ∞MAP）                       | 主持：澀谷昴、安田章大、村上信五、橫山裕、丸山隆平、大倉忠義、錦戶亮（日語原聲）；劉奕希、周倚天、張方正、曹啟謙、李凱傑、黃積權、李鎮然（粵語配音） 旁白：奥田民義（日語原聲）；張裕東（粵語配音） |                                                               | 高清製作                                                     |
| 11月24日 | 24    | 旅遊            | Go! Yama Girl（第二輯）                                              | 主持：蔣家旻、歐陽巧瑩、陳婉衡、張秀文、陳偉琪 | TVB網頁（页面存档备份，存于）                                 | 高清製作                                                     |
| 11月25日 | 26    | 旅遊            | 台灣第一等（第三輯）                                                 | 主持：倪子鈞（國語原聲）；麥皓豐（粵語配音） |                                                               | 高清製作                                                     |
| 11月28日 | 6     | 旅遊            | 山系女行Yama Girl（第二輯）                                          | 主持：蔣家旻、歐陽巧瑩、陳婉衡、張秀文、陳偉琪 | TVB網頁（页面存档备份，存于）                                 | 高清製作                                                     |
| 11月30日 | 1     | 文化            | 慾‧望‧西‧九‧                                                         | | TVB網頁（页面存档备份，存于）                                 | 高清製作                                                     |
| 12月1日  | 392   | 潮流資訊        | 姊妹淘（第二輯）                                                     | 主持：莊思敏、楊秀惠、葉翠翠、吳若希、王子涵 | TVB網頁（页面存档备份，存于）                                 | 高清製作                                                     |
| 12月7日  | 10    | 住宅真人秀      | 眼釘·贏躉樓（第二輯）（The Apartment Style Edition）                 | 主持：Jamie Durie（英語原聲）；陳欣（粵語配音） 常任評判：Laurence Llewelyn-Bowen（英語原聲）；朱子聰（粵語配音） 旁白：許盈（粵語配音） |                                                               | 高清製作                                                     |
| 12月7日  | 13    | 真人秀          | 六嚿腹肌拯救隊（第七季）（Bondi Rescue (VII)）                       | 旁白：Andrew Günsberg（英語原聲）；張方正（粵語配音） | TVB網頁（页面存档备份，存于）                                 |                                                              |
| 12月13日 | 47    | 真人秀          | 叢林的法則（第四輯）（정글의 법칙）                                  | 演出：金炳萬、盧宇振、朴正哲、安貞煥、吳智恩、金慧星、鄭俊、柳談、成烈、金聖洙、吳鐘赫、趙如晶、金元俊、李奎翰、鄭泰祐、韓銀貞、時完、Chanyeol、芮智媛、林元熙、奉太奎、金桐俊、徐河俊、李英雅、秋成勳、全慧彬、黃光熙、黃賢喜、溫流（韓語原聲）；李鎮然、巫哲棋、周倚天、林筠翔、何璐怡、黃積權、李凱傑、劉奕希、鄧港文、朱子聰、鄧志堅、張頌欣、陳廷軒、梁偉德、張裕東、曾秀清、曹啟謙、黃積權、黃淑芬、李錦綸、鄧港文、陳耀楠、鍾見麟、何寶珊、梁偉德、林元春、曹啟謙（粵語配音） 旁白：尹度玹（韓語原聲）；潘文柏（粵語配音） | TVB網頁（页面存档备份，存于）                                 | 高清製作                                                     |
| 12月31日 | 68    | 生活資訊        | 潮生活（第七季）（Intérieurs）                                       | 主持：陸惠玲（粵語配音） |                                                               | 高清製作                                                     |

## 2015年
除特別注明外，所有節目均為高清製作
| 首播日期 | 集數    | 類別          | 節目名稱                                                           | 主持/演出/旁白 | 官方網頁                                                      | 備註                                               |
| -------- | ------- | ------------- | ------------------------------------------------------------------ | --- | ------------------------------------------------------------- | -------------------------------------------------- |
| 01月1日  | 1       | 潮流資訊      | 2014時尚年結（The Year in Fashion 2014）                           | 旁白：許盈（粵語配音） |                                                               |                                                    |
| 01月5日  | 13      | 旅遊          | 型男闖世界（第一輯）                                               | 主持：羅平（國語原聲）；鍾見麟（粵語配音） | TVB網頁（页面存档备份，存于）                                 |                                                    |
| 01月16日 | 12 (16) | 旅遊          | 飛自遊                                                             | 主持：帥羽、王嘉韵、黃詩棋、Jane Tan、陳浚、皓敏、朱俊丞（華語原聲）；劉惠雲、黃昕瑜、何寶珊、何璐怡、陳灝瑋、魏惠娥、鍾見麟（粵語配音） 旁白：Jane Tan（華語原聲）；何璐怡（粵語配音） |                                                               |                                                    |
| 01月18日 | 45 (52) | 真人秀        | RUNNING MAN（第四輯）（런닝맨）                                    | 主持：劉在錫、池石鎮、金鐘國、Gary、Haha、宋智孝、李光洙（韓語原聲）；陳欣、陳廷軒、黃啟昌、張方正、陳卓智→張裕東、陸惠玲、梁偉德（粵語配音） | TVB網頁（页面存档备份，存于）                                 |                                                    |
| 01月23日 | 8       | 旅遊/真人秀   | 打工看世界                                                         | 主持：方偉傑（華語原聲）；周倚天（粵語配音） | TVB網頁（页面存档备份，存于）                                 |                                                    |
| 02月1日  | 13      | 潮流資訊      | 流行別注（第五季）（Videofashion Daily Specials (V)）              | 旁白：許盈（粵語配音） |                                                               |                                                    |
| 02月8日  | 13      | 潮流/文化資訊 | 韓藝色（第三輯）（Arts Avenue (III)）                              | 旁白：Choi Sue Jin（英語原聲）；陸惠玲、黃玉娟（粵語配音） |                                                               |                                                    |
| 02月11日 | 5       | 旅遊          | ONLINE自遊行（SNS 원정대 일단 띄워）                               | 主持：鄭珍雲、朴奎利、吳尚津、吳萬石、金敏俊、徐賢真（韓語原聲）；李凱傑、柚子蜜、梁偉德、陳欣、劉奕希、劉惠雲（粵語配音） 旁白：葉振聲（粵語配音） | TVB網頁（页面存档备份，存于）                                 |                                                    |
| 02月19日 | 2       | 遊戲          | 型「嵐」接福（VS嵐）                                               | 主持：大野智、櫻井翔、相葉雅紀、二宮和也、松本潤（日語原聲）（日語原聲）；關令翹、張裕東、曹啟謙、周良鴻、黃啟昌（粵語配音） 旁白：伊藤利尋、中村光宏（日語原聲）；陳欣（粵語配音） |                                                               |                                                    |
| 02月21日 | 1       | 真人秀        | 小福星闖叢林（정글의 법칙K）                                       | 演出：趙惠蓮、李政用、閰慶煥、朴南正、鄭鐘哲（韓語原聲）；鄭麗麗、蕭徽勇、黃啟昌、張錦江、劉奕希（粵語配音） 旁白：金國鎭（韓語原聲）；潘文柏（粵語配音） |                                                               |                                                    |
| 03月1日  | 13      | 真人秀        | 日本人妻在遠方（世界の日本人妻は見た!）                            | 主持：太田光、田中裕二（日語原聲）；陳欣、陳卓智（粵語配音） 旁白：TARAKO（日語原聲）；許盈（粵語配音） |                                                               |                                                    |
| 03月1日  | 12      | 住宅真人秀    | 擺家樂（第五輯）                                                   | 主持：李國煌、陳漢瑋（華語原聲）；陳欣、麥皓豐（粵語配音） 旁白：林德成（華語原聲）；葉振聲（粵語配音） |                                                               |                                                    |
| 03月7日  | 2       | 旅遊          | 最佳拍檔加國行（Real Mate 최정원&최정민 in 토론토）                | 主持：崔貞媛、崔貞敏（韓語原聲）；劉惠雲、張頌欣（粵語配音） 旁白：李凱傑（粵語配音） |                                                               |                                                    |
| 03月8日  | 12      | 真人秀        | 爸爸去哪兒（第一季）                                               | 主持：李 銳（國語原聲）；馮瀚輝（粵語配音） 演出：林志穎、田 亮、王岳倫、張 亮、郭 濤（國語原聲）；黃龍傑、鄧燦陽、嚴鎮華、李安邦、楊海富（粵語配音） |                                                               |                                                    |
| 03月8日  | 13 (15) | 真人秀        | 六嚿腹肌拯救隊（第八季）（Bondi Rescue (VIII)）                    | Andrew Günsberg（英語原聲）；張方正（粵語配音） | TVB網頁（页面存档备份，存于）                                 |                                                    |
| 03月25日 | 8       | 旅遊          | 環球慶典 FIESTA（สุดเขตเทศกาล）                                     | 主持：Ray MacDonald（泰語原聲）；張方正（粵語配音） |                                                               |                                                    |
| 03月28日 | 2       | 旅遊          | 與星同行（第四輯）（I'm Real 김유정 in LA）                        | 主持：金裕貞（韓語原聲）；何寶珊（粵語配音） 旁白：安信源（韓語原聲）；李鎮然（粵語配音） |                                                               |                                                    |
| 04月2日  | 13      | 飲食          | 滋味男女                                                           | 主持：盧覓雪 | TVB網頁（页面存档备份，存于）                                 |                                                    |
| 04月3日  | 2       | 旅遊          | 最佳拍檔塞班行（Real Mate in 사이판, 이현우&박지빈）               | 主持：朴智彬、李玹雨（韓語原聲）；黃積權、張裕東（粵語配音） | TVB網頁（页面存档备份，存于）                                 |                                                    |
| 04月4日  | 1       | 音樂          | 音樂狂熱 - 青山黛瑪（MTV Unplugged：青山テルマ）                   | 演出：青山黛瑪 |                                                               | 不設粵語配音                                       |
| 04月4日  | 1       | 潮流資訊      | 夏裝朝拜2015（Habillees Pour L'ete）                               | 主持：Mademoiselle Agnès（英語原聲）；許盈（粵語配音） 旁白：麥皓豐（粵語配音） |                                                               |                                                    |
| 04月6日  | 13      | 旅遊          | 型男闖世界（第二輯）                                               | 主持：羅平（國語原聲）；鍾見麟（粵語配音） | TVB網頁（页面存档备份，存于）                                 |                                                    |
| 04月9日  | 60      | 住宅資訊      | 創潮居（Faites comme chez eux）                                    | 旁白：許盈（粵語配音） |                                                               |                                                    |
| 04月11日 | 1       | 音樂          | 音樂狂熱 - JUJU（MTV Unplugged：JUJU）                             | 演出：JUJU |                                                               | 不設粵語配音                                       |
| 04月17日 | 26      | 旅遊          | 自由發揮旅行團（第三輯）                                           | 主持：LuLu、小蝦、昌璟翔、小敏、小Call（國語原聲）；張頌欣、曹啟謙、劉奕希、黃昕瑜、何璐怡（粵語配音） | TVB網頁（页面存档备份，存于）                                 |                                                    |
| 04月18日 | 1       | 音樂          | 音樂狂熱 - CNBLUE（MTV Unplugged：CNBLUE）                         | 演出：CNBLUE |                                                               | 不設粵語配音                                       |
| 04月18日 | 7       | 旅遊          | 愛玩客：大小自遊神（第一輯）                                       | 主持：小鐘、大牙（國語原聲）；葉振聲、柚子蜜（粵語配音） 旁白：林協忠（國語原聲）；朱子聰（粵語配音） | TVB網頁（页面存档备份，存于）                                 |                                                    |
| 04月18日 | 11 (13) | 旅遊          | 我的導遊是明星9                                                    | 主持：王祿江、方偉傑、黃俊雄、潘玲玲、郭亮（華語原聲）；黃啟昌、張方正、關令翹、謝潔貞、招世亮（粵語配音） 旁白：林德成（華語原聲）；黃啟昌（粵語配音） |                                                               |                                                    |
| 04月24日 | 23      | 娛樂訪談      | 娛樂3兄弟（第一輯）                                                | 主持：陸浩明、區永權、衛志豪 | TVB網頁（页面存档备份，存于）                                 |                                                    |
| 04月26日 |         | 音樂          | 勁歌金曲J2版                                                       | 主持：胡鴻鈞、吳業坤、鄭俊弘、許廷鏗、吳若希、何雁詩、譚嘉儀、羅鈞滿、謝東閔、鄭世豪、姚 兵、謝文欣 | TVB網頁（页面存档备份，存于）                                 |                                                    |
| 04月28日 | 26      | 飲食          | 鬼馬教煮（第二輯）                                                 | 主持：馮嘉橋、陸浩明 | TVB網頁（页面存档备份，存于）                                 |                                                    |
| 05月2日  |         | 音樂          | 樂勢力                                                             | 主持：吳業坤、伍富橋、林秀怡、謝文欣、羅鈞滿 | TVB網頁（页面存档备份，存于）                                 |                                                    |
| 05月20日 | 6       | 旅遊          | 浪遊東西（第一輯）（어쩌다 마주친 여행）                           | 主持：印熩鎮、宋宇鎮、金英宇、成鎮煥、南昶熙、朴國善、朴孝俊、盧乙（韓語原聲）；李鎮然、關令翹、周倚天、梁偉德、張方正、張頌欣、劉奕希、張頌欣（粵語配音） | TVB網頁（页面存档备份，存于）                                 |                                                    |
| 05月23日 | 19      | 資訊遊戲      | 矛盾對決（第二輯）（ほこ×たて）                                    | 主持：小崇、小敏、本田朋子（日語原聲）；蕭徽勇、葉振聲、沈小蘭（粵語配音） 旁白：福永一茂（日語原聲）；陳欣、許盈（粵語配音） |                                                               |                                                    |
| 05月23日 | 13      | 住宅資訊      | 潮HOME間                                                           | 旁白：許盈（粵語配音） |                                                               |                                                    |
| 05月25日 | 1       | 旅遊          | 一路向東非                                                         | 主持：項明生、李明熙 |                                                               |                                                    |
| 05月26日 | 26      | 旅遊          | 台灣第一等（第四輯）                                               | 主持：倪子鈞、劉畊宏（國語原聲）；麥皓豐、李鎮然（粵語配音） |                                                               |                                                    |
| 05月31日 | 10 (12) | 動物真人秀    | 千奇百趣寵物營（第二輯）（〜どうぶつ冒険バラエティ〜ワンダ!）      | 主持：大地真央、細川茂樹、若林正恭、春日俊彰、三吉彩花、篠山輝信（日語原聲）；曾佩儀、葉振聲、李凱傑、張方正、陳皓宜、梁偉德（粵語配音） 旁白：陳永信、陸惠玲（粵語配音） |                                                               |                                                    |
| 05月31日 | 13      | 遊戲          | VS嵐（第八輯）（VS嵐）                                             | 主持：大野智、櫻井翔、相葉雅紀、二宮和也、松本潤（日語原聲）；關令翹、張裕東、曹啟謙、李致林、黃啟昌（粵語配音） 旁白：伊藤利尋（日語原聲）；陳欣（粵語配音） |                                                               |                                                    |
| 05月31日 | 10      | 住宅真人秀    | 眼釘·贏躉樓（第三輯）（The Apartment - Design Your Destiny）       | 主持：Jamie Durie（英語原聲）；陳欣（粵語配音） 常任評判：Laurence Llewelyn-Bowen（英語原聲）；朱子聰（粵語配音） 旁白：許盈（粵語配音） |                                                               |                                                    |
| 06月4日  | 26      | 旅遊          | 世界第一等（第六輯）                                               | 主持：班傑、唐振剛、周詠訓、楊子儀（國語原聲）；張裕東、梁偉德、黃啟昌、曹啟謙（粵語配音） 旁白：鍾見麟、曹啟謙（粵語配音） | TVB網頁（页面存档备份，存于）                                 |                                                    |
| 06月6日  | 25      | 旅遊          | 愛玩客：大小自遊神（第二輯）                                       | 主持：小鐘、大牙（國語原聲）；葉振聲、柚子蜜（粵語配音） 旁白：林協忠（國語原聲）；朱子聰（粵語配音） |                                                               |                                                    |
| 07月1日  | 4       | 旅遊          | 浪遊東西（第二輯）（어쩌다 마주친 여행 in 체코）                   | 主持：洪秀兒、Dave（韓語原聲）；何寶珊、鍾見麟（粵語配音） | TVB網頁（页面存档备份，存于）                                 |                                                    |
| 07月2日  | 139     | 生活資訊      | 潮生活（第十季）（Intérieurs）                                     | 主持：陸惠玲（粵語配音） |                                                               |                                                    |
| 07月2日  | 10      | 飲食          | 胃食遊戲                                                           | 主持：梁芷珮、Todd Gisondi | TVB網頁（页面存档备份，存于）                                 |                                                    |
| 07月4日  | 2       | 旅遊          | 男神瑞士遊（Stopover Switzerland）                                 | 主持：Jason Godfrey（英語原聲）；鍾見麟（粵語配音） | TVB網頁（页面存档备份，存于）                                 |                                                    |
| 07月6日  | 40      | 文化          | 雙城記                                                             | | TVB網頁（页面存档备份，存于）                                 |                                                    |
| 07月6日  | 12      | 旅遊          | 80後環遊世界（第十二輯）（좌충우돌 두 남자의 만국유람기）          | 主持：金完培、韓新、申光（韓語原聲）；陳灝瑋、林筠翔、陳耀楠（粵語配音） | TVB網頁（页面存档备份，存于）                                 |                                                    |
| 07月18日 | 26      | 文化          | 新文青時代                                                         | 主持：王貽興、張紋嘉、何思諺 | TVB網頁（页面存档备份，存于）                                 |                                                    |
| 07月26日 | 15      | 飲食真人秀    | 出位餐廳（第二季）（World's Weirdest Restaurants (II)）            | 主持：Bob Blumer（英語原聲）；招世亮（粵語配音） | TVB網頁（页面存档备份，存于）                                 |                                                    |
| 07月29日 | 6       | 旅遊          | 跳水王子放大假（Tom Daley Goes Global）                            | 主持：湯姆·戴利、Sophie Lee（英語原聲）；陳灝瑋、凌晞（粵語配音） 旁白：詹姆斯·柯登（英語原聲）；李鎮然（粵語配音） |                                                               |                                                    |
| 08月9日  | 15      | 真人秀        | 奔跑吧兄弟（第一季）                                               | 主持：邓 超、楊 穎、王寶強、陳 赫、王祖藍、李 晨、鄭 愷 |                                                               | 不設粵語配音                                       |
| 08月9日  | 16      | 住宅資訊      | 居者有奇屋（Extreme Cribs）                                        | 旁白：陸惠玲（粵語配音） | TVB網頁（页面存档备份，存于）                                 |                                                    |
| 09月6日  | 13      | 潮流資訊      | 流行天裁（第二季）（Videofashion Daily Style (II)）                | 旁白：許盈（粵語配音） |                                                               |                                                    |
| 09月7日  | 12      | 真人秀        | DANCING 9（第一季）（댄싱9）                                       | 主持：吳尚津（韓語原聲）；黃啟昌（粵語配音） 旁白：麥皓豐（粵語配音） | TVB網頁（页面存档备份，存于）                                 |                                                    |
| 09月13日 | 10      | 飲食          | 英倫美女廚房（Rachel Khoo's Kitchen Notebook London）              | 主持：Rachel Khoo（英語原聲）；謝潔貞（粵語配音） | TVB網頁（页面存档备份，存于）                                 |                                                    |
| 09月26日 | 1       | 潮流資訊      | 冬裝朝拜2015/16（Habillees Pour L'hiver）                          | 主持：Mademoiselle Agnès（法語原聲）；許盈（粵語配音） 旁白：麥皓豐（粵語配音） |                                                               |                                                    |
| 09月28日 | 12      | 旅遊          | 80後環遊世界（第十三輯）（좌충우돌 두 남자의 만국유람기）          | 主持：金娜恩、金思菲娜、趙雅蘿、李秀珉（韓語原聲）；吳羨婷、廖杏茵、黃淑芬、張頌欣（粵語配音） 旁白：巫哲棋（粵語配音） | TVB網頁（页面存档备份，存于）                                 |                                                    |
| 09月30日 | 13      | 飲食          | 細說韓食（Tales of Hansik）                                        | 主持：Matthew J Chung（英語原聲）；何偉誠（粵語配音） |                                                               |                                                    |
| 10月4日  | 1       | 紀錄片        | 瘋狂大賞「廁」（Insane Bathrooms）                                 | 旁白：黃啟昌（粵語配音） |                                                               |                                                    |
| 10月9日  | 26      | 飲食          | 味力越南（第二季）（Khám phá Việt Nam cùng Robert Danhi）          | 主持：Robert Danhi（英語原聲）；蕭徽勇（粵語配音） |                                                               |                                                    |
| 10月11日 | 1       | 資訊          | 全城飛躍道（People in Motion）                                     | 旁白：曹啟謙（粵語配音） |                                                               |                                                    |
| 10月16日 | 26      | 旅遊          | 自由發揮旅行團（第四輯）                                           | 主持：小蝦、昌璟翔、小敏（國語原聲）；曹啟謙、劉奕希、黃昕瑜（粵語配音） |                                                               |                                                    |
| 10月18日 | 10      | 飲食          | 美女廚神大都會（Rachel Khoo's Kitchen Notebook Cosmopolitan Cook） | 主持：Rachel Khoo（英語原聲）；謝潔貞（粵語配音） | TVB網頁（页面存档备份，存于）                                 |                                                    |
| 10月24日 | 1       | 音樂          | 遇上千嬅 ･ 遇見愛                                                  | 演出：楊千嬅、陳奕迅、梁漢文、汪明荃、森 美、小 儀、王菀之、丁子高、王祖藍 | TVB網頁（页面存档备份，存于）                                 |                                                    |
| 11月6日  | 8       | 旅遊          | 行李箱                                                             | 主持：王沺裁（華語原聲）；麥皓豐（粵語配音） 旁白：江堅文（華語原聲）；葉振聲、招世亮（粵語配音） |                                                               |                                                    |
| 11月6日  | 3       | 飲食          | 韓。味。道（第二輯）                                               | 主持：許廷鏗、胡鴻鈞 | TVB網頁（页面存档备份，存于）                                 |                                                    |
| 11月21日 | 2       | 動物真人秀    | 動物大聯萌（第一輯）（どうぶつBANG!!）                             | 主持：若林正恭、春日俊彰（日語原聲）；黃積權、李鎮然（粵語配音） 旁白：坂本千夏、服部伴蔵門、千千松幸子（日語原聲）；陸惠玲、陳永信（粵語配音） |                                                               |                                                    |
| 11月24日 | 10      | 飲食          | 快閃廚房                                                           | 主持：梁芷珮 | TVB網頁（页面存档备份，存于）                                 |                                                    |
| 11月26日 | 10      | 飲食          | 行走的餐桌（第二輯）                                               | 主持：翠花（國語原聲）；黃玉娟（粵語配音） 旁白：陳永信（粵語配音） | TVB網頁（页面存档备份，存于）                                 | 重播改由新聞及資訊部負責後期製作及重播不設國語原聲 |
| 11月28日 | 37+6    | 真人秀        | RUNNING MAN（第五輯）（런닝맨）                                    | 主持：劉在錫、池石鎮、金鐘國、Gary、Haha、宋智孝、李光洙（韓語原聲）；陳欣、陳廷軒、黃啟昌、張方正、張裕東、陸惠玲、梁偉德（粵語配音） | TVB網頁（页面存档备份，存于）                                 |                                                    |
| 11月29日 |         | 真人秀        | 叢林的法則（第五輯）（정글의 법칙）                                | 演出：金炳萬、柳談、玄周燁、金東賢、崔宇植、趙漢善、Hani、Jackson、珉雅、N、金泰宇、高周元、金基邦、李美度、金希珍、劉盛玉、尹斗俊、龍俊亨、王智慧、鄭俊英、李相燁、姜均成、李原種、趙東赫、朴俊炯、Sam Hammington、黃致列、海嶺、孔賢珠、吳智昊、李章宇、洪宗玄、黃雨瑟惠、安世河、李鍾原、Fany、孫恩書、朴有煥、寶拉、成烈、李勳、徐康俊、全慧彬、高世元、洪允花、JOTA、燦盛、燦多、成種、雪炫、素珍、康男、吳夏榮、金智珉、崔允英、崔松賢、Shownu、利特、李太坤、張熙軫、張鉉誠、俞利、尹博、許卿煥、金英光、洪錫天、車銀優、崔汝珍、定延、韓載錫、大衛·麥金尼斯、朴俊炯、徐仁國、芮智媛、朴世榮、李天熙、金民教、Eric Nam、昌燮、李善彬、朱利安姜、柳承秀、梁耀燮、尹敏洙、Nara、李尚敏、李文植、權五重、吳昶錫、柳仁英、金煥、尹多勳、孔明、Jin、SLEEPY、Solbi、程瀟、金玟錫、倞利、姜泰伍、尹正秀、金永哲、郭時暘、金世正、陸星材、Peniel、曹世鎬、李炳圭、KCM、崔鍾訓、趙寶兒、申原昊、池相烈、U-ie、神童、Mark、成勛、朴哲民、李載允、鄭恩地、Microdot、李敬揆、韶宥、珉奎、李莞、宋在喜、梁東根、曹正植、李秀根、Yerin、梁定原、李泰煥、崔元英、弘彬、秋成勳、盧宇振、吳鐘赫、在玹、Roy Kim、DinDin、鄭達萊、彩暻、宋允亨、鄭珍雲、柳談、李泰坤、朴初瓏、尹普美、JB、李宗泫、率濱、金正泰、朴正哲、李多熙、Niel、崔秉燦 （韓語原聲） 旁白：尹度玹（韓語原聲）；潘文柏（粵語配音） | TVB網頁1（页面存档备份，存于） TVB網頁2（页面存档备份，存于） |                                                    |
| 12月5日  | 12      | 真人秀        | 星動亞洲                                                           | 主持：Yura | TVB網頁（页面存档备份，存于）                                 | 不設粵語配音                                       |
| 12月6日  | 13      | 潮流資訊      | 流行別注（第六季）（Videofashion Daily Specials (VI)）             | 旁白：許盈（粵語配音） |                                                               |                                                    |
| 12月7日  | 10      | 真人秀        | DANCING 9（第二季）（댄싱9）                                       | 主持：吳尚津 |                                                               | 不設粵語配音                                       |
| 12月13日 | 32      | 音樂          | J2靚聲王                                                           | 主持：林師傑、譚嘉儀 | TVB網頁（页面存档备份，存于）                                 |                                                    |
| 12月21日 | 13      | 旅遊          | 地球的慶典（第一輯）                                               | 主持：馬國賢、撒基努、張艾亞、夢多（國語原聲）；蕭徽勇、陳皓宜、黃啟昌（粵語配音） |                                                               |                                                    |
| 12月24日 | 26      | 旅遊          | 世界第一等（第七輯）                                               | 主持：班傑、郭鑫、唐振剛、周詠訓、王少偉（國語原聲）；張裕東、梁偉德、黃啟昌、李致林（粵語配音） 旁白：曹啟謙（粵語配音） |                                                               |                                                    |
| 12月26日 | 1       | 潮流資訊      | 2015時尚年結（The Year in Fashion 2015）                           | 旁白：許盈（粵語配音） |                                                               |                                                    |

## 2016年
除特別注明外，所有節目均為高清製作
| 首播日期 | 集數    | 類別       | 節目名稱                                                  | 主持/演出/旁白 | 官方網頁                      | 備註                                   |
| -------- | ------- | ---------- | --------------------------------------------------------- | --- | ----------------------------- | -------------------------------------- |
| 01月8日  | 13      | 旅遊       | 型遊72小時（第一季）（72 ชั่วโมง）                          | 主持：Ray MacDonald、珍妮蘇達潘圖（泰語原聲）；張方正、張頌欣（粵語配音） |                               |                                        |
| 02月2日  | 10      | 飲食       | 胃食遊戲 - 沖繩篇                                         | 主持：梁芷珮 | TVB網頁（页面存档备份，存于） |                                        |
| 02月6日  | 13      | 旅遊       | 我的導遊是明星10                                          | 主持：鐘琴、鄭斌輝、曹國輝、張振寰、方偉傑、陳泂江（華語原聲）；謝潔貞、李凱傑、曹啟謙、張方正、關令翹（粵語配音） 旁白：林德成（華語原聲）；黃啟昌（粵語配音）                       | TVB網頁（页面存档备份，存于） |                                        |
| 02月8日  | 7       | 幽默       | 玩嘢王                                                    | 主持：李思捷 旁白：陳永信 | TVB網頁（页面存档备份，存于） |                                        |
| 02月8日  | 3       | 遊戲       | 型「嵐」猴運當頭（VS嵐）                                  | 主持：大野智、櫻井翔、相葉雅紀、二宮和也、松本潤（日語原聲）（日語原聲）；關令翹、張裕東、曹啟謙、李致林、黃啟昌（粵語配音） 旁白：伊藤利尋、天野博之（日語原聲）；陳欣（粵語配音）   |                               |                                        |
| 02月10日 | 13      | 飲食       | 最美好的咖啡時光                                          | 旁白：許盈（粵語配音） |                               |                                        |
| 02月27日 | 12      | 真人秀     | 大學，我來了                                              | |                               | 不設粵語配音                           |
| 03月6日  | 26      | 潮流資訊   | 流行盛典（第三季）（Videofashion Collections (III)）      | 旁白：許盈（粵語配音） |                               |                                        |
| 03月12日 | 16      | 旅遊       | 50日背遊中美                                              | 主持：梁彥宗 | TVB網頁（页面存档备份，存于） |                                        |
| 03月26日 | 1       | 潮流資訊   | 夏裝朝拜2016（Habillees Pour L'ete）                      | 主持：Mademoiselle Agnès（英語原聲）；許盈（粵語配音） 旁白：麥皓豐（粵語配音） |                               |                                        |
| 03月28日 | 2       | 文化       | 洪永城印度過節                                            | 主持：洪永城 | TVB網頁（页面存档备份，存于） | 於翡翠台及高清翡翠台首播時名為《過節》 |
| 04月8日  | 17      | 旅遊       | 篤篤樂遊金三角（第一輯）（T T Rider）                     | 主持：Ray MacDonald（泰語原聲）；張方正（粵語配音） | TVB網頁（页面存档备份，存于） |                                        |
| 04月11日 | 26      | 旅遊       | 台灣第一等（第五輯）                                      | 主持：倪子鈞（國語原聲）；麥皓豐（粵語配音） |                               |                                        |
| 04月15日 | 6       | 飲食       | （第一輯）                                                | 主持：夏隆·哈克曼、胡盈禎（國語原聲）；葉振聲、曾佩儀（粵語配音） 旁白：鄧志堅（粵語配音）                                                                                            |                               |                                        |
| 04月19日 | 2       | 飲食       | 大廚教室@南海                                             | 主持：陳國強、林希靈 |                               |                                        |
| 05月3日  | 10      | 飲食       | 胃食紅人                                                  | 主持：梁芷珮 | TVB網頁（页面存档备份，存于） |                                        |
| 05月21日 | 12      | 真人秀     | 燃燒吧少年!                                               | 主持：李宇春、舒 淇 |                               | 不設粵語配音                           |
| 05月27日 | 11      | 娛樂訪談   | 娛樂3兄弟（第二輯）                                       | 主持：陸浩明、區永權、衛志豪 | TVB網頁（页面存档备份，存于） |                                        |
| 06月7日  | 26      | 旅遊       | 沙發客玩世界                                              | 主持：瑞瑪席丹、林柏宏（國語原聲）；劉惠雲、李安邦（粵語配音） | TVB網頁（页面存档备份，存于） |                                        |
| 07月1日  | 7       | 旅遊       | 里約瘋（Curtindo o Rio）                                  | 主持：Hylka Maria（英語原聲）；鄭麗麗（粵語配音） | TVB網頁（页面存档备份，存于） |                                        |
| 07月13日 | 8       | 旅遊       | 世界我最大                                                | 主持：李心鈺、包勛評、李至正、李騰、田銘耀、李美玲、袁帥（華語原聲）；吳羨婷、胡家豪、李鎮然、陳耀楠、林筠翔、葉曉欣、鍾見麟（粵語配音） 旁白：鄭柄泰（華語原聲）；黃啟昌（粵語配音） | TVB網頁（页面存档备份，存于） |                                        |
| 07月13日 | 8       | 飲食       | 最強即食麵（Instant Noodles Diary）                       | 旁白：潘文柏（粵語配音） |                               |                                        |
| 07月14日 | 13      | 旅遊       | 世界正美麗（第十一輯）                                    | 主持：劉容嘉、高伊玲（國語原聲）；陳皓宜、張頌欣（粵語配音） | TVB網頁（页面存档备份，存于） |                                        |
| 07月16日 | 13      | 潮流資訊   | 新加坡潮什麼                                              | 主持：周筱 | TVB網頁（页面存档备份，存于） | 不設粵語配音                           |
| 07月17日 | 7       | 飲食       | （第二輯）                                                | 主持：夏隆·哈克曼、高伊玲、殷悅、李詠嫻（國語原聲）；葉振聲、劉惠雲（粵語配音） 旁白：鄧志堅（粵語配音）                                                                              |                               |                                        |
| 07月17日 | 10      | 真人秀     | 都市的法則（도시의 법칙）                                 | 主持：金聖洙、鄭京浩、李天熙、白珍熙、Moon、Ailee、John Park | TVB網頁（页面存档备份，存于） | 不設粵語配音                           |
| 07月19日 | 12      | 飲食       | 為食廚男（Chef's Foodcation）                             | 主持：Matthew J Chung（英語原聲）；李鎮然（粵語配音） |                               |                                        |
| 07月28日 | 13      | 飲食       | 美食中國（第一季）（Cook Eat China (I)）                  | 主持：James Cheah（英語原聲）；麥皓豐（粵語配音） |                               |                                        |
| 08月1日  | 36      | 動物真人秀 | 得意寵物大檢閱（第二輯）（ペット大行進! ど〜ぶつくん）    | 主持：八嶋智人、中川翔子、若林正恭、春日俊彰（日語原聲） 旁白：坂本千夏、服部伴蔵門、千千松幸子（日語原聲）                                                                           |                               |                                        |
| 08月17日 | 11      | 真人秀     | 一日三餐（삼시세끼）                                      | 主持：李瑞鎮、玉澤演（韓語原聲）；陳欣、關令翹（粵語配音） | TVB網頁（页面存档备份，存于） |                                        |
| 08月19日 | 3       | 旅遊       | 男神的浪漫瑞士（Stopover Switzerland 2015）               | 主持：Jason Godfrey（英語原聲）；鍾見麟（粵語配音） | TVB網頁（页面存档备份，存于） |                                        |
| 08月19日 | 13      | 飲食       | 美食第一等                                                | 主持：郭靜、曾靜玟（國語原聲）；劉惠雲、陳琴雲（粵語配音） | TVB網頁（页面存档备份，存于） |                                        |
| 08月21日 | 1       | 遊戲       | Big Boys蕩漾夏水禮                                        | 主持：林盛斌、陳國峰、王梓軒、梁烈維、范振鋒 | TVB網頁（页面存档备份，存于） |                                        |
| 09月4日  | 8 (13)  | 飲食/旅遊  | 元味好生活                                                | 主持：姚元浩（國語原聲）；李鎮然（粵語配音） | TVB網頁（页面存档备份，存于） |                                        |
| 09月10日 | 24 (26) | 真人秀     | RUNNING MAN（第六輯）（런닝맨）                           | 主持：劉在錫、池石鎮、金鐘國、Gary、Haha、宋智孝、李光洙（韓語原聲）；陳欣、陳廷軒、黃啟昌、張方正、張裕東、陸惠玲、梁偉德（粵語配音）                                                | TVB網頁（页面存档备份，存于） |                                        |
| 09月12日 | 3 (13)  | 旅遊       | 搜搜首爾（Seoulscape）                                    | 旁白：陳欣（粵語配音） |                               |                                        |
| 09月14日 | 9       | 旅遊       | 閱讀青旅行                                                | 主持：謝哲青（國語原聲）；黃啟昌（粵語配音） |                               |                                        |
| 09月17日 | 26      | 飲食/旅遊  | 愛玩客：詹詹自喜遊（第三輯）                              | 主持：詹姆士（國語原聲）；陳廷軒（粵語配音） |                               |                                        |
| 09月18日 | 6 (7)   | 文化       | 過節                                                      | 主持：陸浩明、姚子羚、洪永城、鄭俊弘、林欣彤、周奕瑋、陳智燊、崔建邦、黃智雯 | TVB網頁（页面存档备份，存于） |                                        |
| 09月26日 | 11      | 真人秀     | PRODUCE 101（프로듀스 101）                               | 主持：張根碩（韓語原聲）；曹啟謙（粵語配音） 導師：朴嘉熙、裴允靜、Cheetah、JeA、金聖恩（韓語原聲）；曾秀清、謝潔貞、李潤知、鄭麗麗、林芷筠（粵語配音）                               | TVB網頁（页面存档备份，存于） |                                        |
| 10月1日  | 1       | 潮流資訊   | 冬裝朝拜2016/17（Habillees Pour L'hiver）                 | 主持：Mademoiselle Agnès（法語原聲）；許盈（粵語配音） 旁白：麥皓豐（粵語配音） |                               |                                        |
| 10月11日 | 13      | 飲食       | 週遊列國（第一輯）                                        | 主持：夏克立、法比歐、宋米秦、夢多、賀少俠、安妮（國語原聲）；蕭徽勇、李鎮然、張頌欣、劉奕希、梁偉德、劉惠雲（粵語配音） 旁白：吳昇府、洪志瑋（國語原聲）；陳永信（粵語配音）         |                               |                                        |
| 10月14日 | 10      | 音樂       | Busking不停音樂（第一輯）                                 | 主持：林師傑、MastaMic、謝文欣、張雪瑩 | TVB網頁（页面存档备份，存于） |                                        |
| 10月17日 | 26      | 旅遊       | 世界第一等（第八輯）                                      | 主持：班傑、唐振剛、周詠訓、王少偉、楊子儀（國語原聲）；張裕東、梁偉德、黃啟昌、李致林、曹啟謙（粵語配音） 旁白：曹啟謙（粵語配音）                                                   | TVB網頁（页面存档备份，存于） |                                        |
| 10月21日 | 12      | 旅遊       | 旅‧韓風（City Break）                                     | |                               |                                        |
| 10月22日 | 18      | 潮流資訊   | 台灣紅什麼（第一輯）                                      | 主持：黎國輝 旁白：李沁芯 | TVB網頁（页面存档备份，存于） | 不設粵語配音                           |
| 10月27日 | 13      | 飲食       | 美食中國（第二季）（Cook Eat China (II)）                 | 主持：James Cheah（英語原聲）；麥皓豐（粵語配音） |                               |                                        |
| 11月5日  | 6 (15)  | 飲食       | 好男人.好料理                                             | 主持：李國煌、楊志龍、戚玉武、Willin Low、林明倫、Melvyn Lee、Pornsak、蔡恩來、瀋傾掞、Thomas Chai、黃循財、鶴天賜、張振寰、鄭各評（華語原聲） 旁白：葉偉麟（粵語配音）               | TVB網頁（页面存档备份，存于） |                                        |
| 11月13日 | 5       | 旅遊       | 有乜好過去camping - 德國篇                                | 主持：馬國明、梁烈唯、唐詩詠 | TVB網頁（页面存档备份，存于） |                                        |
| 11月13日 | 4       | 飲食       | 韓。味。道（第三輯）                                      | 主持：河國榮 |                               |                                        |
| 11月17日 | 26      | 旅遊       | 自由發揮旅行團（第五輯）                                  | 主持：小蝦、昌璟翔、小敏（國語原聲）；曹啟謙、劉奕希、黃昕瑜（粵語配音） | TVB網頁（页面存档备份，存于） |                                        |
| 11月25日 | 16      | 旅遊       | 冲遊泰國（第一輯）                                        | 主持：胡慧冲 | TVB網頁（页面存档备份，存于） |                                        |
| 12月11日 | 5       | 旅遊       | 這個聖誕不怕冷                                            | 主持：梁嘉琪、李佳芯、麥美恩、張秀文、梁烈唯、王梓軒、陳國峰 | TVB網頁（页面存档备份，存于） |                                        |
| 12月13日 | 12      | 旅遊       | 80後環遊世界（第十四輯）（좌충우돌 두 남자의 만국유람기） | 主持：李秀珉、珉智、金娜英、朴芝香（韓語原聲）；葉曉欣、黃昕瑜、羅孔柔、何寶珊（粵語配音）                                                                                            |                               |                                        |
| 12月18日 | 13      | 潮流資訊   | 流行別注（第七季）（Videofashion Daily Specials (VII)）   | 旁白：許盈（粵語配音） |                               |                                        |
| 12月31日 | 1       | 潮流資訊   | 2016時尚年結（The Year in Fashion 2016）                  | 旁白：許盈（粵語配音） |                               |                                        |

## 2017年
除特別注明外，所有節目均為高清製作
| 首播日期 | 集數    | 類別       | 節目名稱                                                 | 主持/演出/旁白 | 官方網頁                      | 備註         |
| -------- | ------- | ---------- | -------------------------------------------------------- | --- | ----------------------------- | ------------ |
| 01月1日  | 1       | 音樂       | 那些年 爆笑不離3兄弟演唱會                               | 主持：阮兆祥、王祖藍、李思捷 | TVB網頁（页面存档备份，存于） |              |
| 01月1日  | 1       | 旅遊       | 東京攻略の新年番外篇                                     | 主持：杜如風 | TVB網頁（页面存档备份，存于） |              |
| 01月6日  | 45      | 飲食/旅遊  | 滋味行（第六輯）（테이스티 로드）                        | 主持：朴秀真、Lizzy（韓語原聲）；柚子蜜、凌晞（粵語配音） 旁白：陳琴雲（粵語配音） | TVB網頁（页面存档备份，存于） |              |
| 01月7日  | 9       | 真人秀     | 一日三餐 - 漁村篇（삼시세끼 어촌편）                     | 主持：柳海真、車勝元、孫浩俊 | TVB網頁（页面存档备份，存于） | 不設粵語配音 |
| 01月7日  | 1       | 音樂       | 冬日Busking樂團                                          | 主持：林師傑、MastaMic、謝文欣、譚嘉儀 |                               |              |
| 01月8日  | 15      | 真人秀     | 美麗魔法（겟 잇 뷰티）                                   | 主持：李荷妮、金正敏、黃民英、Luna（韓語原聲）；鄭麗麗、張頌欣、鍾見麟、羅孔柔（粵語配音） | TVB網頁（页面存档备份，存于） |              |
| 01月10日 | 26      | 飲食       | 週遊列國（第二輯）                                       | 主持：Stephanie、佩得羅、賴倫佐、波力士、撤基努、利晴天、佩修、阿龍、陸碩彥、宋米秦、傑克、夢多 、陳雪兒、安妮（國語原聲）；鄭麗麗、黃積權、關令翹、張方正、鄧志堅、李凱傑、陳灝瑋、張頌欣、曹啟謙、劉奕希、魏惠娥、劉惠雲（粵語配音） 旁白：吳昇府、洪志瑋（國語原聲）；陳永信（粵語配音） | TVB網頁（页面存档备份，存于） |              |
| 01月28日 | 5       | 真人秀     | 反斗紅星冇暑假 嘩鬼上學去                                | 主持：胡鴻鈞、許廷鏗、吳若希 | TVB網頁（页面存档备份，存于） |              |
| 01月28日 | 1       | 真人秀     | 李英愛．幸福歌聲（부르스타）                             | 主持：李英愛、金建模、尹鍾信、李秀根、姜昇潤（韓語原聲）；陸惠玲、葉振聲、李錦綸、陳卓智、曹啟謙（粵語配音） | TVB網頁（页面存档备份，存于） |              |
| 01月28日 | 1       | 遊戲       | 「嵐」神到！（VS嵐）                                     | 主持：大野智、櫻井翔、相葉雅紀、二宮和也、松本潤（日語原聲）（日語原聲）；李凱傑、張裕東、曹啟謙、李致林、黃啟昌（粵語配音） 旁白：伊藤利尋、中村光宏（日語原聲）；陳廷軒（粵語配音） |                               |              |
| 01月29日 | 4       | 動物真人秀 | 動物大聯萌（第二輯）（どうぶつBANG!!）                   | 主持：若林正恭、春日俊彰（日語原聲）；黃積權、李鎮然（粵語配音） 旁白：坂本千夏、服部伴蔵門、千千松幸子（日語原聲）；陸惠玲、陳永信（粵語配音） |                               |              |
| 01月29日 | 8 (16)  | 遊戲       | 環遊世界明星賽                                           | 主持：草 蜢 演出：曾 敏、甄敏婷、楊斯雅、曾建怡 旁白：蘇強文 | TVB網頁（页面存档备份，存于） |              |
| 02月9日  | 13      | 飲食       | 環球大鑊飯（Big Food）                                   | 主持：Greta Georges（英語原聲）；李潤知（粵語配音） | TVB網頁（页面存档备份，存于） |              |
| 02月18日 | 10      | 旅遊       | 美國潮什麼                                               | 主持：梁芷珮 | TVB網頁（页面存档备份，存于） |              |
| 02月18日 | 12 (16) | 真人秀     | RUNNING MAN（第七輯）（런닝맨）                          | 主持：劉在錫、池石鎮、金鐘國、Haha、宋智孝、李光洙（韓語原聲）；陳欣、陳廷軒、黃啟昌、張裕東、陸惠玲、梁偉德（粵語配音） | TVB網頁（页面存档备份，存于） |              |
| 02月27日 | 10      | 真人秀     | 綠茵繼承者                                               | 旁白：潘文柏（粵語配音） | TVB網頁（页面存档备份，存于） |              |
| 03月4日  | 10      | 旅遊       | 東京攻略                                                 | 主持：杜如風 | TVB網頁（页面存档备份，存于） |              |
| 03月7日  | 13      | 旅遊       | 嗨! Let's Go（第一季）                                   | 主持：天氣女孩（國語原聲）；何寶珊、成瑤孆、黃昕瑜、張頌欣、陳皓宜（粵語配音） | TVB網頁（页面存档备份，存于） |              |
| 03月24日 | 4       | 旅遊       | 潮遊首爾                                                 | 主持：鄭金鈴 | TVB網頁（页面存档备份，存于） |              |
| 03月26日 | 13      | 潮流資訊   | 流行別注（第八季）（Videofashion Daily Specials (VIII)） | 旁白：許盈（粵語配音） | TVB網頁（页面存档备份，存于） |              |
| 04月1日  | 5       | 潮流資訊   | 上海潮什麼                                               | 主持：周筱 | TVB網頁（页面存档备份，存于） | 不設粵語配音 |
| 04月8日  | 18      | 真人秀     | 一日三餐 - 農村篇 II（삼시세끼 정선편 2）                | 主持：李瑞鎮、玉澤演、金光奎 | TVB網頁（页面存档备份，存于） | 不設粵語配音 |
| 04月8日  | 12      | 遊戲       | VS嵐（第九輯）（VS嵐）                                   | 主持：大野智、櫻井翔、相葉雅紀、二宮和也、松本潤（日語原聲）（日語原聲）；關令翹、張裕東、曹啟謙、李致林、黃啟昌（粵語配音） 旁白：伊藤利尋、中村光宏（日語原聲）；陳欣（粵語配音） |                               |              |
| 04月15日 | 1       | 潮流資訊   | 夏裝朝拜2017（Habillees Pour L'ete）                     | 主持：Mademoiselle Agnès（英語原聲）；許盈（粵語配音） 旁白：麥皓豐（粵語配音） | TVB網頁（页面存档备份，存于） |              |
| 04月16日 | 1       | 潮流資訊   | 2017巴黎時裝周                                           | 主持：代蓮曦丹美 | TVB網頁（页面存档备份，存于） |              |
| 04月17日 | 26      | 旅遊       | 世界第一等（第九輯）                                     | 主持：唐振剛（國語原聲）；梁偉德（粵語配音） | TVB網頁（页面存档备份，存于） |              |
| 04月21日 | 20      | 旅遊       | 冲遊泰國（第二輯）                                       | 主持：胡慧冲 | TVB網頁（页面存档备份，存于） |              |
| 04月22日 | 26      | 真人秀     | RUNNING MAN（第八輯）（런닝맨）                          | 主持：劉在錫、池石鎮、金鐘國、Haha、宋智孝、李光洙、全昭旻、梁世燦（韓語原聲）；陳欣、陳廷軒→招世亮、黃啟昌、張裕東、陸惠玲、梁偉德、陳琴雲、劉奕希（粵語配音） | TVB網頁（页面存档备份，存于） |              |
| 04月25日 | 13      | 旅遊       | 王子的移動城堡（第一季）                                 | 主持：錦榮（國語原聲）；鍾見麟（粵語配音） | TVB網頁（页面存档备份，存于） |              |
| 05月6日  | 10      | 旅遊       | 加拿大潮什麼                                             | 主持：梁芷珮 | TVB網頁（页面存档备份，存于） |              |
| 05月7日  | 26      | 真人秀     | 美麗魔法 2017（겟 잇 뷰티 2017）                         | 主持：李荷妮、Dara、李世榮、金世正、朴娜萊（韓語原聲）；鄭麗麗、魏惠娥、凌晞、劉惠雲（粵語配音） | TVB網頁（页面存档备份，存于） |              |
| 05月18日 | 10      | 飲食       | 全日食（Best in the World Japan）                        | 主持：Razif Hashim（英語原聲）；梁偉德（粵語配音） | TVB網頁（页面存档备份，存于） |              |
| 06月8日  | 13      | 旅遊       | 地球的慶典（第二輯）                                     | 主持：張艾亞、楊子儀、馬國賢、夢多（國語原聲）；陳皓宜、曹啟謙、蕭徽勇、黃啟昌（粵語配音） | TVB網頁（页面存档备份，存于） |              |
| 06月15日 | 26      | 飲食/旅遊  | 愛玩客：詹詹自喜遊（第二輯）                             | 主持：詹姆士、蔡燦得（國語原聲）；陳廷軒、鄭麗麗（粵語配音） | TVB網頁（页面存档备份，存于） |              |
| 06月25日 | 13      | 潮流資訊   | 流行別注（第九季）（Videofashion Daily Specials (IX)）   | 旁白：許盈（粵語配音） | TVB網頁（页面存档备份，存于） |              |
| 07月4日  | 848     | 清談       | #後生仔傾吓偈                                              | 主持：陸浩明、麥明詩、馮盈盈、戴祖儀、黃美棋、林穎彤 | TVB網頁（页面存档备份，存于） |              |
| 07月8日  | 13      | 旅遊       | 香港可以這樣玩                                           | 主持：金 剛、姚子羚、胡蓓蔚、楊秀惠、姚 兵、李 嘉 | TVB網頁（页面存档备份，存于） | 不設粵語配音 |
| 07月15日 | 12      | 遊戲       | VS嵐（第十輯）（VS嵐）                                   | 主持：大野智、櫻井翔、相葉雅紀、二宮和也、松本潤（日語原聲）（日語原聲）；關令翹、張裕東、曹啟謙、李致林、黃啟昌（粵語配音） 旁白：伊藤利尋、中村光宏（日語原聲）；陳欣（粵語配音） |                               |              |
| 07月19日 | 13      | 旅遊       | 我的導遊是明星11                                         | 主持：黃俊雄、鄭各評、Pornsak、曹國輝、包勛評、鍾琴（華語原聲）；麥皓豐、李凱傑、雷霆、胡家豪、謝潔貞（粵語配音） 旁白：林德成（華語原聲）；黃啟昌（粵語配音） | TVB網頁（页面存档备份，存于） |              |
| 07月19日 | 7       | 飲食       | 男神細味澳洲（Savour Australia）                         | 主持：Jason Godfrey（英語原聲）；鍾見麟（粵語配音） | TVB網頁（页面存档备份，存于） |              |
| 07月21日 | 10      | 音樂       | Busking不停音樂（第二輯）                                | 主持：MastaMic、羅明嘉、盧思穎 | TVB網頁（页面存档备份，存于） |              |
| 07月23日 | 8       | 烹飪遊戲   | 頂級廚師韓星賽（마스터셰프 코리아 셀러브리티）           | 主持：金素姬、金里歐、盧熙映（韓語原聲） | TVB網頁（页面存档备份，存于） |              |
| 08月29日 | 26      | 旅遊       | 世界正美麗（第十二輯）                                   | 主持：劉容嘉、簡莉紋、Mami（國語原聲）；陳皓宜、何寶珊、廖杏茵（粵語配音） | TVB網頁（页面存档备份，存于） |              |
| 09月2日  | 11      | 真人秀     | 花樣青春（꽃보다 청춘）                                  | 主持：尹尚、柳熙烈、李笛、柳演錫、孫浩俊、Baro（韓語原聲）；招世亮、陳廷軒、劉奕希、曹啟謙、李鎮然、李凱傑（粵語配音） | TVB網頁（页面存档备份，存于） |              |
| 09月8日  | 15      | 旅遊       | 背遊中亞                                                 | 主持：梁彥宗 | TVB網頁（页面存档备份，存于） |              |
| 09月14日 | 26      | 旅遊       | 自由發揮旅行團（第六輯）                                 | 主持：小蝦、昌璟翔、小敏、陽詠存（國語原聲）；曹啟謙、劉奕希、黃昕瑜、凌晞（粵語配音） | TVB網頁（页面存档备份，存于） |              |
| 09月17日 | 13      | 真人秀     | 六嚿腹肌拯救隊（第九季）（Bondi Rescue (IX)）            | 旁白：Andrew Günsberg（英語原聲）；張方正（粵語配音） | TVB網頁（页面存档备份，存于） |              |
| 09月21日 | 4       | 清談       | #後生仔去台灣傾吓偈                                        | 主持：陸浩明、劉穎鏇、張秀文、余德丞 | TVB網頁（页面存档备份，存于） |              |
| 09月24日 | 13      | 潮流資訊   | 流行天裁（第三季）（Videofashion Daily Designers (III)） | 旁白：許盈（粵語配音） | TVB網頁（页面存档备份，存于） |              |
| 09月25日 | 26      | 青年       | 年輕人讚起來（第一輯）                                   | 旁白：洪駿達（國語原聲）；黃積權（粵語配音） | TVB網頁（页面存档备份，存于） |              |
| 09月29日 | 1       | 遊戲       | 注意！「嵐」色警報！（VS嵐）                             | 主持：大野智、櫻井翔、相葉雅紀、二宮和也、松本潤（日語原聲）（日語原聲）；關令翹、張裕東、黃積權、李致林、黃啟昌（粵語配音） 旁白：伊藤利尋、中村光宏（日語原聲）；陳欣（粵語配音） |                               |              |
| 09月30日 | 1       | 潮流資訊   | 冬裝朝拜2017/18（Habillees Pour L'hiver）                | 主持：Mademoiselle Agnès（法語原聲）；許盈（粵語配音） 旁白：麥皓豐（粵語配音） | TVB網頁（页面存档备份，存于） |              |
| 10月4日  | 26      | 旅遊       | S級旅行團（Go Play with S）                              | 主持：S（泰語原聲）；李安邦（粵語配音） | TVB網頁（页面存档备份，存于） |              |
| 10月7日  | 13      | 旅遊       | 香港可以這樣玩 鐵路篇                                    | 主持：李沁芯、翁佳妮、李雯希、陳睿雯 | TVB網頁（页面存档备份，存于） | 不設粵語配音 |
| 10月7日  | 12      | 遊戲       | VS嵐（第十一輯）（VS嵐）                                 | 主持：大野智、櫻井翔、相葉雅紀、二宮和也、松本潤（日語原聲）（日語原聲）；關令翹、張裕東、曹啟謙、李致林、黃啟昌（粵語配音） 旁白：伊藤利尋、中村光宏（日語原聲）；陳欣（粵語配音） |                               |              |
| 10月16日 | 26      | 旅遊       | 台灣第一等（第六輯）                                     | 主持：倪子鈞（國語原聲）；麥皓豐（粵語配音） | TVB網頁（页面存档备份，存于） |              |
| 11月12日 | 4       | 飲食       | 韓。味。道（第四輯）                                     | 主持：黃長興、吳嘉熙 | TVB網頁（页面存档备份，存于） |              |
| 11月19日 | 13      | 飲食       | 甜食家（第一輯）（スイーツ男子）                         | 主持：載寧龍二（日語原聲）；黃積權（粵語配音） 旁白：魏惠娥（粵語配音） | TVB網頁（页面存档备份，存于） |              |
| 11月25日 | 7       | 真人秀     | 花樣青春 II – 冰島篇（꽃보다 청춘 ICELAND）              | 主持：曹政奭、鄭宇、鄭尚勳、姜河那 | TVB網頁（页面存档备份，存于） | 不設粵語配音 |
| 11月25日 | 26      | 真人秀     | RUNNING MAN（第九輯）（런닝맨）                          | 主持：劉在錫、池石鎮、金鐘國、Haha、宋智孝、李光洙、全昭旻、梁世燦（韓語原聲）；陳欣、招世亮、黃啟昌、張裕東、陸惠玲、梁偉德、陳琴雲、劉奕希（粵語配音） | TVB網頁（页面存档备份，存于） |              |
| 12月10日 | 6       | 旅遊       | 都市蜜遊                                                 | 主持：鄭俊英（英語原聲）；陳灝瑋（粵語配音） | TVB網頁（页面存档备份，存于） |              |
| 12月22日 | 5       | 旅遊       | K小姐懶人包（第一輯）                                    | 主持：葉韋彤 | TVB網頁（页面存档备份，存于） |              |
| 12月31日 | 13      | 潮流資訊   | 流行天裁（第三季）（Videofashion Daily Style (III)）     | 旁白：許盈（粵語配音） | TVB網頁（页面存档备份，存于） |              |
| 12月31日 | 13      | 真人秀     | 六嚿腹肌拯救隊（第十季）（Bondi Rescue (X)）             | 旁白：Andrew Günsberg（英語原聲）；張方正（粵語配音） | TVB網頁（页面存档备份，存于） |              |

## 2018年
除特別注明外，所有節目均為高清製作
| 首播日期 | 集數       | 類別        | 節目名稱                                                                          | 主持/演出/旁白 | 官方網頁                                                    | 備註         |
| -------- | ---------- | ----------- | --------------------------------------------------------------------------------- | --- | ----------------------------------------------------------- | ------------ |
| 1月1日   | 26         | 青年        | 年輕人讚起來（第二輯）                                                            | 旁白：洪駿達（國語原聲）；黃積權（粵語配音） | TVB網頁（页面存档备份，存于）                               |              |
| 1月13日  | 4          | 旅遊        | 孖妹遊克羅地亞（러브 크로아티아）                                                 | 主持：崔松賢、吳正研（韓語原聲）；鄭麗麗、柚子蜜（粵語配音） | TVB網頁（页面存档备份，存于）                               |              |
| 1月14日  | 5          | 真人秀      | 嘩鬼上學去之農夫篇                                                                | 主持：農 夫 | TVB網頁（页面存档备份，存于）                               |              |
| 1月22日  | 11         | 旅遊        | 花美女遊世界（Juliette's City Guides）                                            | 主持：Juliette Longuet（法語原聲）；林元春（粵語配音） |                                                             |              |
| 1月26日  | 20         | 旅遊        | 冲遊泰國（第三輯）                                                                | 主持：胡慧冲 | TVB網頁（页面存档备份，存于）                               |              |
| 2月3日   | 10         | 真人秀      | 一日三餐 - 漁村篇 II（삼시세끼 어촌편 2）                                         | 主持：柳海真、車勝元、孫浩俊 |                                                             | 不設粵語配音 |
| 2月3日   | 33         | 真人秀      | PRODUCE 101 男團出動（프로듀스 101 시즌 2）                                       | 主持：寶兒（韓語原聲）；劉惠雲（粵語配音） | TVB網頁（页面存档备份，存于）                               |              |
| 2月3日   | 9          | 旅遊        | 小鮮肉全日遊（Tabi Japan with James Jirayu）                                      | 主持：James Jirayu（泰語原聲）；鍾見麟（粵語配音） 旁白：李鎮然（粵語配音） |                                                             |              |
| 2月6日   | 7          | 旅遊        | 就是愛旅行                                                                        | 主持：羅瑤、戴陽天（國語原聲）；王夢華、袁德基（粵語配音） | TVB網頁（页面存档备份，存于）                               |              |
| 2月15日  | 1          | 遊戲        | 「嵐」財兩旺（VS嵐）                                                              | 主持：大野智、櫻井翔、相葉雅紀、二宮和也、松本潤（日語原聲）（日語原聲）；關令翹、張裕東、曹啟謙、李致林、黃啟昌（粵語配音） 旁白：天野博之（日語原聲）；陳欣（粵語配音）                              |                                                             |              |
| 2月16日  | 3          | 資訊        | Ben Sir學堂                                                                       | 主持：歐陽偉豪 | TVB網頁（页面存档备份，存于）                               |              |
| 2月16日  | 2          | 旅遊        | 関西攻略の新年番外篇                                                              | 主持：杜如風 | TVB網頁（页面存档备份，存于）                               |              |
| 10       | 森美旅行團 | 旅遊        | 主持：森 美、黃心穎、高海寧、麥美恩                                               | TVB網頁（页面存档备份，存于） |                                                             |              |
| 2月17日  | 10         | 魔術真人秀  | 至尊街頭魔法王                                                                    | 主持：林盛斌、甄澤權、吳若希 旁白：陳廷軒 | TVB網頁（页面存档备份，存于）                               |              |
| 2月19日  | 2          | 動物真人秀  | 絕世好狗                                                                          | 主持：林盛斌、麥美恩、鄧佩儀 嘉賓主持：Justin Silver、David Donnenfeld | TVB網頁（页面存档备份，存于）                               |              |
| 2月19日  | 5          | 真人秀      | 反斗紅星冇暑假 打工唔捱世界                                                       | 主持：黃翠如 | TVB網頁（页面存档备份，存于）                               |              |
| 2月21日  | 13         | 真人秀      | 翻新現場（헌집줄게 새집다오）                                                     | 主持：全炫茂、金九拉 |                                                             | 不設粵語配音 |
| 2月23日  | 39         | 潮流資訊    | 今期流行（第一輯）                                                                | 主持：張寶兒、單文柔、丁子朗、麥凱程、孔德賢、伍樂怡、黃碧蓮 | TVB網頁（页面存档备份，存于）                               |              |
| 3月10日  | 8          | 旅遊        | 香港可以這樣玩 攻略篇                                                             | 主持：陳鴻碩、李沁芯、李雯希、林希靈、宋雙佳 | TVB網頁（页面存档备份，存于）                               | 不設粵語配音 |
| 3月13日  | 5 (24)     | 清談/真人秀 | 世界青年說                                                                        | 主持：李 好、郭曉敏、彭 宇、沈 凌、柳 岩 |                                                             | 不設粵語配音 |
| 3月19日  | 10         | 旅遊        | 法國潮什麼                                                                        | 主持：梁芷珮、麥凱程 | TVB網頁（页面存档备份，存于）                               |              |
| 3月22日  | 13         | 旅遊        | 野人追夢                                                                          | 主持：林柏昇（國語原聲）；周倚天（粵語配音） | TVB網頁（页面存档备份，存于）                               |              |
| 3月24日  | 15         | 潮流資訊    | 就是愛美麗（第一輯）                                                              | 主持：劉孟籬、牟韻潔（國語原聲）；凌晞、何寶珊（粵語配音） | TVB網頁（页面存档备份，存于）                               |              |
| 4月17日  | 13         | 旅遊        | 冒險王（第十二輯）                                                                | 主持：孫其君（國語原聲）；黃積權（粵語配音） | TVB網頁（页面存档备份，存于）                               |              |
| 4月21日  | 10         | 旅遊        | 李純恩世界奇影                                                                    | 主持：李純恩 | TVB網頁（页面存档备份，存于）                               |              |
| 4月28日  | 12         | 真人秀      | 一日三餐 - 農村篇 III（삼시세끼 고창편）                                          | 主持：柳海真、車勝元、孫浩俊、南柱赫 |                                                             | 不設粵語配音 |
| 4月29日  | 10         | 幽默真人秀  | 網絡挑機                                                                          | 旁白：馬家豪 | TVB網頁（页面存档备份，存于）                               |              |
| 4月29日  | 1          | 潮流資訊    | 2018米蘭時裝周                                                                    | 主持：林伊麗 | TVB網頁（页面存档备份，存于）                               |              |
| 5月6日   | 1          | 潮流資訊    | 2018巴黎時裝周                                                                    | 主持：林伊麗 | TVB網頁（页面存档备份，存于）                               |              |
| 5月21日  | 10         | 飲食        | 小滋女孩                                                                          | 主持：蘇子芸、牟韻潔（國語原聲）；鄭麗麗、何寶珊（粵語配音） | TVB網頁（页面存档备份，存于）                               |              |
| 5月21日  | 10         | 旅遊        | 原住台灣                                                                          | 主持：鄭書孟（國語原聲）； 陳耀楠（粵語配音） | TVB網頁（页面存档备份，存于）                               |              |
| 5月21日  | 4          | 飲食        | 廚魔進擊首爾（Seoul Extreme）                                                     | 主持：梁經倫（英語原聲）；陳卓智（粵語配音） |                                                             |              |
| 5月22日  | 10         | 飲食        | MASA滋味日常                                                                      | 主持：牟韻潔、山下勝（國語原聲）；何寶珊、雷霆（粵語配音） | TVB網頁（页面存档备份，存于）                               |              |
| 5月22日  | 13         | 飲食        | 濕身兄弟去搵食（Surfing the Menu Next Generation）                                | 主持：Hayden Quinn、Dan Churchill（英語原聲）；簡懷甄、伍博民（粵語配音） | TVB網頁（页面存档备份，存于）                               |              |
| 5月24日  | 10         | 文化資訊    | 玩創台灣（第一輯）                                                                | 主持：張安特、劉子碩、鄭書孟、蕭涵方、蕭新亭（國語原聲）；鍾見麟、李安邦、陳耀楠、成瑤孆、林筠翔（粵語配音）                                                                                           | TVB網頁（页面存档备份，存于）                               |              |
| 5月28日  | 4          | 旅遊        | 離地自由行（第一輯）                                                              | 主持：袁學謙 | TVB網頁（页面存档备份，存于）                               |              |
| 6月1日   | 13         | 飲食        | 週遊列國（第三輯）                                                                | 主持：舞陽、賴倫佐、陳雪兒、鄭愷丞、阿寶師傅、安妮、馬愷杰（國語原聲）；李凱傑、麥皓豐、柚子蜜、黃啟昌、陳卓智、柚子蜜→劉惠雲、曹啟謙（粵語配音） 旁白：洪志瑋、吳昇府（國語原聲）；陳永信（粵語配音） |                                                             |              |
| 6月3日   | 26         | 真人秀      | RUNNING MAN（第十輯）（런닝맨）                                                   | 主持：劉在錫、池石鎮、金鍾國、Haha、宋智孝、李光洙、全昭旻、梁世燦（韓語原聲）；陳欣、招世亮、黃啟昌、張裕東、陸惠玲、梁偉德、陳琴雲、劉奕希（粵語配音）                                               | TVB網頁（页面存档备份，存于）                               |              |
| 6月5日   | 10         | 旅遊        | 沒玩過的台北（第一輯）                                                            | 主持：鄭書孟、蘇子芸、牟韻潔（國語原聲）；陳耀楠、鄭麗麗、何寶珊（粵語配音） | TVB網頁（页面存档备份，存于）                               |              |
| 6月5日   | 26         | 旅遊        | 世界第一等（第十輯）                                                              | 主持：盧學叡、唐振剛（國語原聲）；梁偉德（粵語配音） | TVB網頁（页面存档备份，存于）                               |              |
| 6月15日  | 10         | 旅遊        | K小姐懶人包（第二輯）                                                             | 主持：葉韋彤 | TVB網頁（页面存档备份，存于）                               |              |
| 6月16日  | 15         | 真人秀      | 尹食堂（第二季）（윤식당 2）                                                      | 主持：尹汝貞、李瑞鎮、鄭有美、朴敘俊（韓語原聲）；林丹鳳、陳欣、凌晞、周倚天（粵語配音） | TVB網頁（页面存档备份，存于）                               |              |
| 6月18日  | 4          | 飲食        | 廚魔品味首爾（Seoul Refined）                                                     | 主持：梁經倫、Matthew Chung（英語原聲）；陳卓智、陳欣（粵語配音） |                                                             |              |
| 6月20日  | 25 (26)    | 飲食        | 愛玩客之移動廚房（第一輯）                                                        | 主持：詹姆士、沈韋汝、馮媛甄、高蕾雅、夏于喬（國語原聲）；陳廷軒、劉惠雲、曾秀清、吳羨婷、魏惠娥（粵語配音）                                                                                           |                                                             |              |
| 6月21日  | 13         | 旅遊        | 嗨! Let's Go（第二季）                                                            | 主持：天氣女孩（國語原聲）；張頌欣、陳皓宜（粵語配音） | TVB網頁（页面存档备份，存于）                               |              |
| 6月25日  | 3          | 真人秀      | 極地馬拉松                                                                        | 主持：盧俊賢、梁小偉、梁諾妍 | TVB網頁（页面存档备份，存于）                               |              |
| 6月28日  | 15         | 文化資訊    | 玩創台灣（第二輯）                                                                | 主持：張安特、劉子碩、鄭書孟、蕭涵方、蕭新亭、梁凱晴（國語原聲）；鍾見麟、李安邦、陳耀楠、成瑤孆、林筠翔、廖杏茵（粵語配音）                                                                           | TVB網頁（页面存档备份，存于）                               |              |
| 6月28日  | 24 (26)    | 旅遊        | 自由發揮旅行團（第七輯）                                                          | 主持：小蝦、昌璟翔、小敏、Peter Su、王家梁、孫其君、周賢忠（國語原聲）；曹啟謙、劉奕希、黃昕瑜、李鎮然、黃積權、鍾見麟（粵語配音）                                                                     | TVB網頁（页面存档备份，存于）                               |              |
| 7月7日   | 10         | 旅遊        | 関西攻略                                                                          | 主持：杜如風 | TVB網頁（页面存档备份，存于）                               |              |
| 7月16日  | 4          | 飲食        | 廚魔家常首爾（Seoul at Home）                                                     | 主持：梁經倫、Matthew Chung（英語原聲）；陳卓智、陳欣（粵語配音） |                                                             |              |
| 7月16日  | 12         | 旅遊        | 背遊摩洛哥                                                                        | 主持：梁彥宗 | TVB網頁（页面存档备份，存于）                               |              |
| 7月21日  | 12         | 真人秀      | 一日三餐 - 漁村篇 III（삼시세끼 어촌편 3）                                        | 主持：李瑞鎮、文晸赫、尹鈞相 |                                                             | 不設粵語配音 |
| 7月21日  | 2          | 旅遊        | 非一般泰遊（Experience the Real Thailand）                                        | 主持：Nichkhun、Jun. K（英語原聲）；陳灝瑋、李鎮然（粵語配音） |                                                             |              |
| 7月22日  | 5          | 幽默        | 最緊要好好玩 消暑版                                                               | 演出：群星 | TVB網頁（页面存档备份，存于）                               |              |
| 7月22日  | 5 (10)     | 飲食紀錄片  | 尋.便當                                                                           | 主持：Pornsak（華語原聲）；李凱傑（粵語配音） 旁白：王帝璁（華語原聲）；李致林（粵語配音） | TVB網頁（页面存档备份，存于）                               |              |
| 7月22日  | 13         | 真人秀      | 爸爸去哪兒（第五季）                                                              | 主持：李 銳（國語原聲）；李錦綸（粵語配音） 演出：陳小春、劉畊宏、吳 尊、杜 江、鄧 倫（國語原聲）；陳欣、雷霆、梁偉德、黃啟昌、曹啟謙（粵語配音） 旁白：陳永信（粵語配音）                             |                                                             |              |
| 7月28日  | 14         | 真人秀      | 花樣青春 III – 非洲篇（꽃보다 청춘 아프리카）                                     | 主持：柳俊烈、安宰弘、高庚杓、朴寶劍（韓語原聲）；張方正、陳卓智、麥皓豐、曹啟謙（粵語配音） |                                                             |              |
| 7月28日  | 26         | 動物真人秀  | 寵物大本營（第十一輯）（まさはる君が行く!ポチたまペットの旅）                     | 主持：松本秀樹（日語原聲）；葉振聲（粵語配音） 旁白：小倉久寬、犬山犬子（日語原聲）；陳永信、陸惠玲（粵語配音）                                                                                        |                                                             |              |
| 7月30日  | 15         | 飲食        | 小滋女孩II                                                                        | 主持：蘇子芸、牟韻潔（國語原聲）；鄭麗麗、何寶珊（粵語配音） | TVB網頁（页面存档备份，存于）                               |              |
| 7月30日  | 10         | 潮流資訊    | 台灣紅什麼（第二輯）                                                              | 主持：徐晞庭（國語原聲）；劉惠雲（粵語配音） | TVB網頁（页面存档备份，存于）                               |              |
| 7月31日  | 10         | 飲食        | 廚師出任務                                                                        | 主持：蘇子芸、五熊、派大兵（國語原聲）；鄭麗麗、何璐怡、周倚天（粵語配音） | TVB網頁（页面存档备份，存于）                               |              |
| 8月3日   | 16         | 旅遊        | 80後環遊世界（第十五輯）（좌충우돌 두 남자의 만국유람기）                         | 主持：金允浩、韓秀龍（韓語原聲）；張方正、李凱傑（粵語配音） |                                                             |              |
| 8月4日   | 15 (18)    | 旅遊        | 帶班o靚仔去冒險（Awesome Adventures）                                             | 主持：Christopher Scott Grimaldi（英語原聲）；鄧志堅（粵語配音） |                                                             |              |
| 8月4日   | 1          | 潮流資訊    | 時尚生活︰巴黎高訂展2018                                                          | 主持：林伊麗 | TVB網頁（页面存档备份，存于）                               |              |
| 8月11日  | 15         | 旅遊        | 型遊72小時（第二季）（72 ชั่วโมง）                                                  | 主持：Ray MacDonald、珍妮蘇達潘圖（泰語原聲）；張方正、張頌欣（粵語配音） | TVB網頁（页面存档备份，存于）                               |              |
| 8月13日  | 8 (11)     | 靈異        | 請勿關燈                                                                          | 主持：張頴康 | TVB網頁（页面存档备份，存于）                               |              |
| 8月13日  | 12         | 飲食        | 吃貨48小時 - 國際篇（One Night Food Trip - International Edition）                | |                                                             |              |
| 8月14日  | 15         | 旅遊        | 出走地圖（第一輯）                                                                | 主持：蕭涵方、梁凱晴、蘇子芸、牟韻潔、張安特（國語原聲）；成瑤孆、葉曉欣、鄭麗麗、何寶珊、鍾見麟（粵語配音）                                                                                           | TVB網頁（页面存档备份，存于）                               |              |
| 8月17日  | 10         | 文化資訊    | 玩創台灣（第三輯）                                                                | 主持：蕭涵方、蕭新亭（國語原聲）；成瑤孆、林筠翔（粵語配音） | TVB網頁（页面存档备份，存于）                               |              |
| 8月21日  | 13         | 飲食        | 型廚食遊全世界（Chuck's World）                                                   | 主持：Chuck Hughes（英語原聲）；張方正（粵語配音） |                                                             |              |
| 8月24日  | 20         | 旅遊        | 冲遊泰國（第四輯）                                                                | 主持：胡慧冲 | TVB網頁（页面存档备份，存于）                               |              |
| 8月26日  | 1          | 紀錄片      | 伊藤英明尋鯨記（伊藤英明が大接近!奇跡の海のザトウクジラ〜いのちの星の親子たち〜） | 主持：伊藤英明（日語原聲）；雷霆（粵語配音） 旁白：加藤愛（日語原聲）；謝潔貞（粵語配音） | TVB網頁（页面存档备份，存于）                               |              |
| 9月14日  | 10         | 潮流資訊    | 就是愛美麗（第二輯）                                                              | 主持：沈韋汝、牟韻潔、妞妞、尤緻妍、林伊麗、梁凱晴（國語原聲）；劉惠雲、何寶珊、成瑤孆、廖杏茵、吳羨婷、葉曉欣（粵語配音）（粵語配音）                                                                 | TVB網頁（页面存档备份，存于）                               |              |
| 9月15日  | 10         | 旅遊        | 流行首爾                                                                          | 主持：杜如風 | TVB網頁（页面存档备份，存于）                               |              |
| 09月21日 | 13         | 住宅資訊    | 韓系Home間（그 남자의 방）                                                        | 主持：金恩珍（韓語原聲）；吳羨婷（粵語配音） 旁白：沈小蘭（粵語配音） | TVB網頁（页面存档备份，存于）                               |              |
| 9月28日  | 2          | 真人秀      | 誇極限大挑戰                                                                      | 主持：胡諾言、黃美棋、簡淑兒、林師傑、陳婉衡、林泳淘 | TVB網頁（页面存档备份，存于）                               |              |
| 10月8日  | 15         | 潮流資訊    | 台灣紅什麼（第三輯）                                                              | 主持：梁凱晴、蕭涵方（國語原聲）；葉曉欣、成瑤孆（粵語配音） | TVB網頁（页面存档备份，存于）                               |              |
| 10月8日  | 12         | 旅遊        | 離地自由行（第二輯）                                                              | 主持：袁學謙 | TVB網頁（页面存档备份，存于）                               |              |
| 10月13日 | 26         | 真人秀      | 叢林的法則（정글의 법칙）                                                         | 演出：金炳萬、全慧彬、金英光（韓語原聲） 旁白：尹度玹（韓語原聲）；潘文柏（粵語配音） | TVB網頁（页面存档备份，存于）                               |              |
| 10月14日 | 12         | 真人秀      | 一日三餐 - 漁村篇 IV（삼시세끼 바다목장 편）                                      | 主持：李瑞鎮、文晸赫、尹鈞相 |                                                             | 不設粵語配音 |
| 10月18日 | 5          | 真人秀      | 打工捱世界                                                                        | 主持：袁偉豪、楊 明 | TVB網頁（页面存档备份，存于）                               |              |
| 10月20日 | 1          | 潮流資訊    | 時尚生活：米蘭時裝周2018                                                          | 主持：尤蔭蔭 | TVB網頁（页面存档备份，存于）                               |              |
| 10月25日 | 13         | 遊戲        | 有種娛樂                                                                          | 主持：五熊、梁凱晴、蕭新亭、鄭書孟、蘇子芸（國語原聲）；何璐怡、葉曉欣、林筠翔、陳耀楠、鄭麗麗（粵語配音）                                                                                             | TVB網頁（页面存档备份，存于）                               |              |
| 10月27日 | 1          | 潮流資訊    | 時尚生活：巴黎時裝周2018                                                          | 主持：陳約臨 | TVB網頁（页面存档备份，存于）                               |              |
| 10月28日 | 12         | 真人秀      | 中餐廳（第二季）                                                                  | 主持：趙 薇、蘇有朋、舒 淇、白舉綱、王俊凱（國語原聲）；鄭麗麗、蘇強文、柚子蜜、張方正、陳灝瑋（粵語配音） 旁白：李安邦（粵語配音）                                                                    | TVB網頁（页面存档备份，存于）                               |              |
| 11月3日  | 25         | 真人秀      | 大台冠軍（第一輯）（大台冠軍）                                                    | 主持：Ike Nwala（日語原聲）；張方正（粵語配音） 比賽旁述：增田和也、板垣龍佑、林克征、野沢春日、中川聰（日語原聲）；梁偉德（粵語配音） 旁白：小柳良寛、慶長佑香（日語原聲）；陳欣、陳琴雲（粵語配音）  |                                                             |              |
| 11月9日  | 13         | 文化資訊    | 自家手作（第一輯）（야무진 공방）                                                 | 主持：金成熙（韓語原聲）；鄭麗麗（粵語配音） 旁白：朱妙蘭（粵語配音） | TVB網頁（页面存档备份，存于） TVB網頁（页面存档备份，存于） |              |
| 11月9日  | 42         | 潮流資訊    | 就是愛美麗（第三輯）                                                              | 主持：沈韋汝、牟韻潔、妞妞、尤緻妍、林伊麗、梁凱晴（國語原聲）；劉惠雲、何寶珊、成瑤孆、廖杏茵、吳羨婷、葉曉欣（粵語配音）                                                                             | TVB網頁（页面存档备份，存于）                               |              |
| 11月20日 | 10         | 飲食        | （第一輯）（Karena & Kasey's Foreign Flavours）                                   | 主持：Karena Bird、Kasey Bird（英語原聲）；吳羨婷、葉曉欣（粵語配音） | TVB網頁（页面存档备份，存于）                               |              |
| 11月22日 | 75         | 潮流資訊    | 今期流行（第二輯）                                                                | 主持：張寶兒、丁子朗、麥凱程、孔德賢、伍樂怡、黃碧蓮、魏韵芝、王虹茵、譚焯升 | TVB網頁（页面存档备份，存于）                               |              |
| 11月23日 | 15         | 飲食紀錄片  | 台灣日食記                                                                        | 旁白：陳彥鈞（國語原聲）；翟耀輝（粵語配音） | TVB網頁（页面存档备份，存于）                               |              |
| 11月23日 | 4          | 旅遊        | 緬甸奇幻旅程                                                                      | 主持：余德丞、蔡思貝 | TVB網頁（页面存档备份，存于）                               |              |
| 11月27日 | 15         | 旅遊        | 原住台灣之鐵道行                                                                  | 主持：鄭書孟（國語原聲）；陳耀楠（粵語配音） | TVB網頁（页面存档备份，存于）                               |              |
| 12月8日  | 5          | 旅遊        | 這個冬天不太冷                                                                    | 主持：鄭俊弘、何雁詩、譚嘉儀 | TVB網頁（页面存档备份，存于）                               |              |
| 12月8日  | 17         | 旅遊        | 篤篤樂遊金三角（第二輯）（T T Rider）                                             | 主持：Ray MacDonald（泰語原聲）；張方正（粵語配音） | TVB網頁（页面存档备份，存于）                               |              |
| 12月9日  | 26         | 真人秀      | RUNNING MAN（第十一輯）（런닝맨）                                                 | 主持：劉在錫、池石鎮、金鍾國、Haha、宋智孝、李光洙、全昭旻、梁世燦（韓語原聲）；陳欣、招世亮、黃啟昌、張裕東、陸惠玲、梁偉德、陳琴雲、劉奕希（粵語配音）                                               | TVB網頁（页面存档备份，存于）                               |              |
| 12月11日 | 26         | 旅遊        | 台灣第一等（第七輯）                                                              | 主持：王少偉（國語原聲）；李致林（粵語配音） |                                                             |              |
| 12月14日 | 4          | 遊戲        | 仔仔一堂動起來（第二輯）（究極の男は誰だ!?最強スポーツ男子頂上決戦）              | 主持：觀月亞里莎（日語原聲）；陸惠玲（粵語配音） 旁白：麥皓豐（粵語配音） | TVB網頁（页面存档备份，存于）                               |              |
| 12月15日 | 42         | 資訊        | 電競王                                                                            | 主持：謝東閔、戴祖儀 | TVB網頁（页面存档备份，存于）                               |              |
| 12月16日 | 5          | 旅遊        | 北海道攻略                                                                        | 主持：杜如風 | TVB網頁（页面存档备份，存于）                               |              |
| 12月28日 | 12         | 文化資訊    | 自家手作（第二輯）（야무진 공방）                                                 | 主持：金成熙（韓語原聲）；鄭麗麗（粵語配音） 旁白：朱妙蘭→陳琴雲（粵語配音） | TVB網頁（页面存档备份，存于）                               |              |
| 12月28日 | 3          | 旅遊        | 橙迷狂熱（第一輯）                                                                | 主持：張震宇 | TVB網頁（页面存档备份，存于）                               |              |
| 12月31日 | 9          | 飲食        | 北海道海之幸（第二輯）                                                            | 主持：村雨美紀（日語原聲）；劉惠雲（粵語配音） 旁白：沈小蘭（粵語配音） |                                                             |              |
| 12月31日 | 10         | 旅遊        | 西班牙潮什麼                                                                      | 主持：梁芷珮 | TVB網頁（页面存档备份，存于）                               |              |

## 2019年
除特別注明外，所有節目均為高清製作
| 首播日期 | 集數    | 類別       | 節目名稱                                                                                            | 主持/演出/旁白 | 官方網頁                       | 備註                                  |
| -------- | ------- | ---------- | --------------------------------------------------------------------------------------------------- | --- | ------------------------------ | ------------------------------------- |
| 1月2日   | 26      | 旅遊       | 環遊慶典世界（หลงเทศกาลโลก）                                                                        | 主持：kongto chanut、Kartun Kulrapeekorn、Mint（泰語原聲）；李鎮然、魏惠娥、曾佩儀（粵語配音） 旁白：李鎮然（粵語配音） |                                | 農歷新年期間以《新春Fiesta!》名義播映 |
| 1月7日   | 10 (11) | 真人秀     | 加油！向未來                                                                                        | 主持：撒貝寧、張騰岳（國語原聲）；李鎮然、潘文柏（粵語配音） 旁白：陳欣（粵語配音） | TVB網頁（页面存档备份，存于）  |                                       |
| 1月18日  | 13      | 旅遊       | 我的非洲很有事                                                                                      | 主持：廖科溢、書那娜（國語原聲）；麥皓豐、凌晞（粵語配音） 旁白：張方正（粵語配音） | TVB網頁（页面存档备份，存于）  |                                       |
| 1月19日  | 5       | 旅遊       | 進擊昇龍道                                                                                          | 主持：金 剛、張秀文 | TVB網頁（页面存档备份，存于）  |                                       |
| 1月20日  | 9       | 真人秀     | 花樣爺爺（第四季）（꽃보다 할배 리턴즈）                                                            | 演出：李順載、申久、朴根瀅、白一燮、金容建、李瑞鎮（韓語原聲）；朱子聰、李錦綸、陳永信、葉振聲、張炳強、陳欣（粵語配音） | TVB網頁（页面存档备份，存于）  |                                       |
| 1月21日  | 15      | 飲食       | 小滋女孩（第三輯）                                                                                  | 主持：蘇子芸、牟韻潔（國語原聲）；鄭麗麗、何寶珊（粵語配音） | TVB網頁（页面存档备份，存于）  |                                       |
| 1月24日  | 16      | 旅遊       | 背包女行                                                                                            | 主持：梁凱晴、吳心如、許綽婷、陳瑜心、楊筑晶、方姿懿、蕭涵方、李采妮（國語原聲）；葉曉欣、張頌欣、凌晞、何寶珊、詹健兒、成瑤孆、成瑤孆、魏惠娥（粵語配音） | TVB網頁（页面存档备份，存于）  |                                       |
| 1月29日  | 10      | 飲食       | 尋味塔斯曼尼亞（Tasting Tasmania）                                                                  | 主持：Ben Milbourne（英語原聲）；張方正（粵語配音） |                                |                                       |
| 2月2日   | 10      | 旅遊       | 最新韓程                                                                                            | 主持：葉韋彤 | TVB網頁（页面存档备份，存于）  |                                       |
| 2月3日   | 10      | 紀錄片     | 森林小屋（숲속의 작은 집）                                                                          | 演出：蘇志燮、朴信惠 | TVB網頁（页面存档备份，存于）  | 不設粵語配音                          |
| 2月5日   | 2       | 遊戲       | 使徒行者 臥底遊戲                                                                                   | 演出：苗僑偉、黃翠如、洪永城、楊潮凱、陳凱琳、蔡思貝、林盛斌、麥美恩、余德丞 旁白：蘇強文 | TVB網頁 （页面存档备份，存于） |                                       |
| 2月5日   | 4       | 真人秀     | 花樣青春 IV – 澳洲篇（신서유기 외전 꽃보다 청춘 위너）                                              | 主持：姜昇潤、金秦禹、李昇勳、宋旻浩（韓語原聲）；陳灝瑋、李凱傑、張裕東、黃積權（粵語配音） |                                |                                       |
| 2月6日   | 1       | 遊戲       | 有種娛樂叫開運                                                                                      | 主持：蕭新亭、蕭涵方、李采妮、夏和熙、奎奎、鄭書孟（國語原聲）；林筠翔、成瑤孆、魏惠娥、張方正、何寶珊、陳耀楠（粵語配音）（粵語配音） 旁白：張裕東（粵語配音） |                                |                                       |
| 2月11日  | 28      | 真人秀     | Produce 48（프로듀스 48）                                                                           | 主持：李昇基（韓語原聲）；劉奕希（粵語配音） |                                |                                       |
| 2月23日  | 26      | 動物真人秀 | 寵物大本營（第十二輯）（まさはる君が行く!ポチたまペットの旅→まさはる君が行く!ポチたまペット大集合） | 主持：松本秀樹（日語原聲）；葉振聲（粵語配音） 旁白：小倉久寬、犬山犬子（日語原聲）；陳永信、陸惠玲（粵語配音） |                                |                                       |
| 2月28日  | 10      | 真人秀     | 打工捱世界II                                                                                        | 主持：袁偉豪、楊 明 | TVB網頁（页面存档备份，存于）  |                                       |
| 3月4日   | 5       | 飲食       | 北海道海之幸（第三輯）                                                                              | 主持：村雨美紀（日語原聲）；劉惠雲（粵語配音） 旁白：沈小蘭（粵語配音） |                                |                                       |
| 3月7日   | 9 (13)  | 旅遊       | 王子的移動城堡（第二季）                                                                            | 主持：錦榮、香月明美（國語原聲）；鍾見麟、魏惠娥（粵語配音） |                                |                                       |
| 3月15日  | 15      | 飲食       | 吃貨攻略（第一輯）                                                                                  | 主持：沈韋汝（國語原聲）；劉惠雲（粵語配音） | TVB網頁（页面存档备份，存于）  |                                       |
| 3月18日  | 15      | 旅遊       | 意大利潮什麼                                                                                        | 主持：梁芷珮 | TVB網頁（页面存档备份，存于）  |                                       |
| 3月19日  | 15      | 旅遊       | 沒玩過的台北（第二輯）                                                                              | 主持：牟韻潔、朱祐宏、妞妞（國語原聲）；何寶珊、周倚天、成瑤孆（粵語配音） | TVB網頁（页面存档备份，存于）  |                                       |
| 3月22日  | 3       | 潮流資訊   | 時尚生活：米蘭巴黎時裝周2019（第一輯）                                                              | 主持：陳約臨 | TVB網頁（页面存档备份，存于）  |                                       |
| 03月31日 | 10      | 真人秀     | 咖啡伴旅（커피 프렌즈）                                                                             | 演出：柳演錫、孫浩俊、崔智友、梁世宗（韓語原聲）；曹啟謙、李鎮然、陸惠玲、張裕東（粵語配音） |                                |                                       |
| 4月9日   | 13      | 飲食       | 昆哥為食遊（Hayden Quinn South Africa）                                                             | 主持：Hayden Quinn（英語原聲）；李鎮然（粵語配音） 旁白：鄧志堅（粵語配音） |                                |                                       |
| 4月16日  | 28      | 潮流資訊   | 就是愛美麗（第四輯）                                                                                | 主持：沈韋汝、牟韻潔、妞妞、尤緻妍、林伊麗、梁凱晴（國語原聲）；劉惠雲、何寶珊、成瑤孆、廖杏茵、吳羨婷、葉曉欣（粵語配音） | TVB網頁（页面存档备份，存于）  |                                       |
| 4月19日  | 13      | 旅遊       | 地球的慶典（第三輯）                                                                                | 主持：馬國賢、夢多、舒子晨（國語原聲）；蕭徽勇、黃啟昌、張頌欣（粵語配音） |                                |                                       |
| 4月20日  | 26      | 真人秀     | 大台冠軍（第二輯）（TVチャンピオン極 〜KIWAMI〜）                                                   | 主持：Ike Nwala（日語原聲）；張方正（粵語配音） 比賽旁述：增田和也、板垣龍佑、林克征、野沢春日、中川聰（日語原聲）；李凱傑（粵語配音） 旁白：小柳良寛、慶長佑香（日語原聲）；陳欣、陳琴雲（粵語配音）                                                                          |                                |                                       |
| 4月27日  | 9       | 真人秀     | 尹食堂（第一季）（윤식당）                                                                          | 主持：尹汝貞、李瑞鎮、鄭有美、申久 |                                | 不設粵語配音                          |
| 4月27日  | 14      | 旅遊       | 背遊南美的北邊                                                                                      | 主持：梁彥宗 |                                |                                       |
| 5月9日   | 8       | 旅遊       | 巴打去旅行（髙嶋政宏の旅番長）                                                                      | 主持：高嶋政宏（日語原聲）；陳欣（粵語配音） 旁白：李致林（粵語配音） |                                |                                       |
| 5月13日  | 7       | 潮流資訊   | 少女心是什麼                                                                                        | 主持：梁凱晴（國語原聲）；葉曉欣（粵語配音） |                                |                                       |
| 5月16日  | 10      | 旅遊       | 背包女行（第二輯）                                                                                  | 主持：梁凱晴、蕭涵方、方姿懿、蘇子芸、陳瑜心（國語原聲）；葉曉欣、成瑤孆、成瑤孆、鄭麗麗、詹健兒（粵語配音） |                                |                                       |
| 6月2日   | 1       | 旅遊       | 識條「鐵」遊熊本（くまもと！幸せ探し！暴☆路線ガールズ）                                             | 主持：菊地亞美、IMALU、黒沢かずこ（日語原聲）；陳皓宜、魏惠娥、曾秀清（粵語配音） 旁白：黃啟昌（粵語配音） |                                |                                       |
| 6月2日   | 8       | 科技資訊   | VR101                                                                                               | 主持：周厚安、錦榮（英語原聲）；陳耀楠、鍾見麟（粵語配音） |                                |                                       |
| 6月6日   | 10      | 飲食       | 期間限定北海道（第一輯）（美味ほっかいどう旬発見）                                                  | 旁白：陳耀楠（粵語配音） |                                |                                       |
| 6月6日   | 26      | 旅遊       | 愛玩客之自遊神（第一輯）                                                                            | 主持：賴俊龍、賴東賢（國語原聲）；李凱傑、黃積權（粵語配音） |                                |                                       |
| 6月7日   | 10      | 旅遊       | 森美旅行團（第二輯）                                                                                | 主持：森 美、吳若希、丁子朗、麥美恩 | TVB網頁（页面存档备份，存于）  |                                       |
| 6月9日   | 11      | 真人秀     | 韓舍宿一宵（스페인 하숙）                                                                           | 演出：車勝元、柳海真、裴正南（韓語原聲）；陳欣、李錦綸、雷霆（粵語配音） |                                |                                       |
| 6月16日  | 15      | 旅遊       | 瀛遊東北（）                                                                                        | 主持：野呂佳代、梅田彩佳、稲村亜美、福田彩乃、IMALU、磯山沙也加、福田沙紀、川田裕美、新山千春、中山忍、小野乃乃香、石田亞佑美、堀田茜（日語原聲）；廖杏茵、何寶珊、詹健兒、成瑤孆、曾佩儀、陳皓宜、張頌欣、李潤知、曾佩儀、黃昕瑜（粵語配音） 旁白：謝潔貞、翟耀輝（粵語配音） |                                |                                       |
| 6月25日  | 26      | 旅遊       | 世界第一等（第十一輯）                                                                              | 主持：盧學叡、唐振剛（國語原聲）；梁偉德（粵語配音） |                                |                                       |
| 6月28日  | 12      | 潮流資訊   | 台灣潮點圖鑑（第一輯）                                                                              | 主持：朱祐宏、蘇子芸、蕭涵方、蕭新亭、林玉書、許綽婷、呂奇家、梁凱晴、梁凱晴（國語原聲）；周倚天、鄭麗麗、成瑤孆、林筠翔、羅孔柔、吳羨婷、張裕東、葉曉欣、凌晞（粵語配音） | TVB網頁（页面存档备份，存于）  |                                       |
| 7月1日   | 6       | 旅遊       | 原住台灣之輕旅行                                                                                    | 主持：鄭書孟（國語原聲）；陳耀楠（粵語配音） | TVB網頁（页面存档备份，存于）  |                                       |
| 7月1日   | 20      | 旅遊       | 北歐潮什麼                                                                                          | 主持：梁芷珮 | TVB網頁（页面存档备份，存于）  |                                       |
| 7月2日   | 10      | 飲食       | 小滋女孩放暑假                                                                                      | 主持：蘇子芸、牟韻潔（國語原聲）；鄭麗麗、何寶珊（粵語配音） | TVB網頁（页面存档备份，存于）  |                                       |
| 7月6日   | 26      | 真人秀     | 超人回來了（第八輯）（슈퍼맨이 돌아왔다）                                                           | 旁白：都慶完、李秀智、韓彩雅 |                                | 不設粵語配音                          |
| 7月7日   | 26      | 真人秀     | RUNNING MAN（第十二輯）（런닝맨）                                                                   | 主持：劉在錫、池石鎮、金鍾國、Haha、宋智孝、李光洙、全昭旻、梁世燦（韓語原聲）；陳欣、招世亮、黃啟昌、張裕東、陸惠玲、梁偉德、陳琴雲、劉奕希（粵語配音） |                                |                                       |
| 7月17日  | 8       | 飲食       | 跟我點餐吧（第一輯）                                                                                | 主持：朱祐宏、梁凱晴、蕭涵方、鄭書孟（國語原聲）；周倚天、葉曉欣、成瑤孆、陳耀楠（粵語配音） | TVB網頁（页面存档备份，存于）  |                                       |
| 7月21日  | 13 (16) | 烹飪遊戲   | 煮將挑機（쿡가대표）                                                                                | 主持：金成柱、安貞桓、姜鎬童 |                                | 不設粵語配音                          |
| 7月24日  | 1       | 潮流資訊   | 時尚生活：巴黎高訂展2019                                                                            | 主持：陳約臨 | TVB網頁（页面存档备份，存于）  |                                       |
| 7月25日  | 10      | 旅遊       | 背包女行之加勒比海                                                                                  | 主持：張宇彤（國語原聲）；陳琴雲（粵語配音） | TVB網頁（页面存档备份，存于）  |                                       |
| 7月26日  | 21      | 旅遊       | 冲遊泰國（第五輯）                                                                                  | 主持：胡慧冲 | TVB網頁（页面存档备份，存于）  |                                       |
| 7月26日  | 24      | 旅遊       | 眼睛去旅行                                                                                          | 主持：陳欣茵、林正峰、尤蔭蔭、魏韵芝、杜穎珊、孔德賢、徐文浩、羅詠怡、黃凱儀、簡淑兒、蔡嘉欣、蔣家旻、鍾晴、吳紫韻、曾淑雅 | TVB網頁（页面存档备份，存于）  |                                       |
| 7月27日  | 52      | 娛樂訪談   | 小明星大跟班（第一輯）                                                                              | 主持：吳宗憲、吳姍儒 |                                | 不設粵語配音                          |
| 8月12日  | 10      | 旅遊       | 旅行記．台北之外                                                                                    | 主持：蕭涵方、陳瑜心、許綽婷、朱祐宏、蕭新亭、蘇子芸（國語原聲）；成瑤孆、詹健兒、吳羨婷、周倚天、林筠翔、鄭麗麗（粵語配音） | TVB網頁（页面存档备份，存于）  |                                       |
| 8月15日  | 13      | 飲食       | 甜食家（第二輯）（スイーツ男子）                                                                    | 主持：載寧龍二（日語原聲）；黃積權（粵語配音） 旁白：魏惠娥（粵語配音） |                                |                                       |
| 8月16日  | 10      | 飲食       | （第二輯）（Karena & Kasey's Foreign Flavours）                                                     | 主持：Karena Bird、Kasey Bird（英語原聲）；吳羨婷、葉曉欣（粵語配音） |                                |                                       |
| 8月17日  | 3       | 旅遊       | 歐洲鐵騎遊                                                                                          | 主持：林子博、衛志豪 | TVB網頁（页面存档备份，存于）  |                                       |
| 8月25日  | 10      | 旅遊       | 関西攻略弐                                                                                          | 主持：杜如風 | TVB網頁（页面存档备份，存于）  |                                       |
| 8月25日  | 10      | 真人秀     | 我們是真正的朋友                                                                                    | 主持：徐熙媛、徐熙娣、柳翰雅、范曉萱（國語原聲）；劉惠雲、曾秀清、林元春、鄭麗麗（粵語配音） |                                |                                       |
| 9月4日   | 3       | 旅遊       | 首爾星星團                                                                                          | 主持：劉晨芝、鄭衍峰 | TVB網頁（页面存档备份，存于）  |                                       |
| 9月7日   | 12      | 動物真人秀 | 寵物大本營（第十三輯）（まさはる君が行く!ポチたまペット大集合）                                     | 主持：松本秀樹（日語原聲）；葉振聲（粵語配音） 旁白：小倉久寬、犬山犬子（日語原聲）；陳永信、陸惠玲（粵語配音） |                                |                                       |
| 9月7日   | 20      | 旅遊       | 出走地圖（第二輯）                                                                                  | 主持：王鎮泉、牟韻潔、梁凱晴、蔡明思、蘇子芸（國語原聲）；李安邦、何寶珊（粵語配音） | TVB網頁（页面存档备份，存于）  |                                       |
| 9月9日   | 141     | 潮流資訊   | 姊妹淘                                                                                              | 主持：莊思敏、吳若希、王子涵、張寶兒、陳詩欣、蔡嘉欣 | TVB網頁（页面存档备份，存于）  |                                       |
| 9月10日  | 10      | 潮流資訊   | 100%吸引力法則                                                                                      | 主持：徐晞庭、妞妞、牟韻潔、沈韋汝、高毓喬、柯杰夫、蔣家旻、王毓翔、林嘉威、蕭新亭、梁嘉琪（國語原聲）；羅孔柔、成瑤孆、何寶珊、劉惠雲、梁少霞、鄧志堅、葉曉欣、李鎮然、曹啟謙（粵語配音）                                                                                     | TVB網頁（页面存档备份，存于）  |                                       |
| 9月20日  | 7       | 飲食       | 台灣甜蜜密                                                                                          | 主持：許綽婷 | TVB網頁（页面存档备份，存于）  |                                       |
| 10月3日  | 13      | 旅遊       | 背包女行（第三輯）                                                                                  | 主持：梁凱晴、蕭涵方、賴心翎、王妍妤、徐子婷（國語原聲）；葉曉欣、成瑤孆、廖杏茵、廖杏茵、羅孔柔（粵語配音） | TVB網頁（页面存档备份，存于）  |                                       |
| 10月14日 | 26      | 飲食       | 愛玩客之移動廚房（第二輯）                                                                          | 主持：詹姆士、沈韋汝、馮媛甄、高蕾雅、夏于喬（國語原聲）；陳廷軒、劉惠雲、曾秀清、吳羨婷、魏惠娥（粵語配音） |                                |                                       |
| 10月21日 | 10      | 旅遊       | 旅人視角                                                                                            | 主持：朱祐宏（國語原聲）；周倚天（粵語配音） | TVB網頁（页面存档备份，存于）  |                                       |
| 10月25日 | 2       | 潮流資訊   | 時尚生活：米蘭巴黎時裝周2019（第二輯）                                                              | 主持：陳約臨、伍樂怡 | TVB網頁                        |                                       |
| 11月2日  | 17      | 真人秀     | 大台冠軍（第三輯）（TVチャンピオン極 〜KIWAMI〜）                                                   | 主持：Ike Nwala（日語原聲）；張方正（粵語配音） 比賽旁述：增田和也、板垣龍佑、林克征、野沢春日、中川聰（日語原聲）；李凱傑（粵語配音） 旁白：小柳良寛、慶長佑香（日語原聲）；陳欣、陳琴雲（粵語配音）                                                                          |                                |                                       |
| 11月3日  | 10      | 真人秀     | 我們長大了                                                                                          | 主持：華少、馬天宇、鄭爽、傅菁、魏大勛（國語原聲）；陳卓智、李凱傑、何璐怡、詹健兒、黃積權（粵語配音） |                                |                                       |
| 11月8日  | 10      | 飲食       | 吃貨攻略（第二輯）                                                                                  | 主持：沈韋汝（國語原聲）；劉惠雲（粵語配音） |                                |                                       |
| 11月8日  | 4 (8)   | 飲食       | 入鄉隨味（Asia's Appetizing Adventures）                                                            | 主持：高賢哲（英語原聲）；李鎮然（粵語配音） 旁白：Aimée Ayotte（英語原聲）；袁淑珍（粵語配音） |                                |                                       |
| 11月14日 | 4       | 飲食紀錄片 | 日出之食（第一季）                                                                                  | 旁白：陳欣（粵語配音） |                                |                                       |
| 11月18日 | 10      | 旅遊       | 橙迷狂熱（第二輯）                                                                                  | 主持：張震宇、阮兒 | TVB網頁（页面存档备份，存于）  |                                       |
| 11月19日 | 14      | 潮流資訊   | 台灣潮點圖鑑（第二輯）                                                                              | 主持：朱祐宏、蘇子芸、蕭涵方、蕭新亭、林玉書、許綽婷、呂奇家、梁凱晴（國語原聲）；周倚天、鄭麗麗、成瑤孆、林筠翔、羅孔柔、吳羨婷、張裕東、葉曉欣、凌晞（粵語配音） | TVB網頁（页面存档备份，存于）  |                                       |
| 12月6日  | 8       | 飲食       | 消失的味道（Vanishing Foods）                                                                       | 主持：Aun Koh（英語原聲）；陳卓智（粵語配音） |                                |                                       |
| 12月12日 | 37      | 旅遊       | 愛玩客之自遊神（第二輯）                                                                            | 主持：賴俊龍、賴東賢（國語原聲）；李凱傑、黃積權（粵語配音） |                                |                                       |
| 12月14日 | 12      | 動物真人秀 | 寵物大本營（第十四輯）（まさはる君が行く!ポチたまペット大集合）                                     | 主持：松本秀樹（日語原聲）；葉振聲（粵語配音） 旁白：小倉久寬、犬山犬子（日語原聲）；陳永信、陸惠玲（粵語配音） |                                |                                       |
| 12月20日 | 10      | 潮流資訊   | 血拼全世界                                                                                          | 主持：沈韋汝、牟韻潔、蔣家旻、梁嘉琪（國語原聲）；李蔓宜、王慧珠、（粵語配音） | TVB網頁（页面存档备份，存于）  |                                       |
| 12月25日 | 4 (35)  | 旅遊       | 3日2夜（第三輯）                                                                                    | 主持：陳詩欣、鍾晴、鄭衍峰、蘇可欣、何廣沛、龔嘉欣、蔣家旻、潘梓鋒、張曦雯、陳約臨、羅天宇、湯洛雯、陳庭欣、鄧以婷、阮嘉敏、朱智賢、鄺潔楹、白雲、吳紫韻、胡美貽、譚嘉儀、周佩婷、劉佩玥、黃美棋、李君妍                                                                       | TVB網頁（页面存档备份，存于）  |                                       |
| 12月25日 | 1       | 真人秀     | 單車遊學團                                                                                          | 主持：麥明詩、潘梓鋒 |                                |                                       |
| 12月25日 | 1       | 旅遊       | 閃過台北聖誕節                                                                                      | 主持：蕭新亭、牟韻潔、蕭涵方、朱祐宏（國語原聲）；梁子寧、李蔓宜、王慧珠、林筠翔（粵語配音） | TVB網頁（页面存档备份，存于）  |                                       |
| 12月25日 | 13      | 旅遊       | 來去CHECK IN（第一輯）                                                                              | 主持：郭彥均、巴鈺（國語原聲）；李致林、劉惠雲（粵語配音） |                                |                                       |